# Schlüchtern
Schlüchtern ist eine deutsche Stadt im Main-Kinzig-Kreis im Südosten Hessens.

## Geographie

### Geographische Lage
Schlüchtern liegt im östlichen Main-Kinzig-Kreis auf einer Höhe von 207 m über NN, ungefähr 30 km südwestlich von Fulda am Südwestende des zur Vorder- und Kuppenrhön gehörenden Landrückens. Die engere Region wird Bergwinkel genannt, weil hier die Ausläufer der Brückenauer Kuppenrhön im Osten, des Sandsteinspessarts im Süden und des Südlich Unteren Vogelsbergs im Westen zusammentreffen. Das Tal, in dem Schlüchtern liegt, wird als Schlüchterner Becken bezeichnet. Durch die Stadt hindurch fließt die Kinzig, die in Sinntal-Sterbfritz entspringt und in Hanau in den Main mündet. Schlüchtern und die Region liegen daher im Kinzigtal.

### Nachbargemeinden
Schlüchtern grenzt im Norden an die Gemeinden Flieden und Kalbach des Landkreises Fulda. Im Osten und Süden liegt die Gemeinde Sinntal und im Westen die Stadt Steinau an der Straße. Der Südzipfel von Schlüchtern grenzt an den gemeindefreien Gutsbezirk Spessart und hat dort im Gegensatz zu einigen Nachbargemeinden keine Exklaven.
|                             | Gemeinde Flieden                            | Gemeinde Kalbach |
| Stadt Steinau an der Straße | Kompassrose, die auf Nachbargemeinden zeigt | Gemeinde Sinntal |
|                             | Gemeindefrei Gutsbezirk Spessart            |                  |

### Stadtgliederung

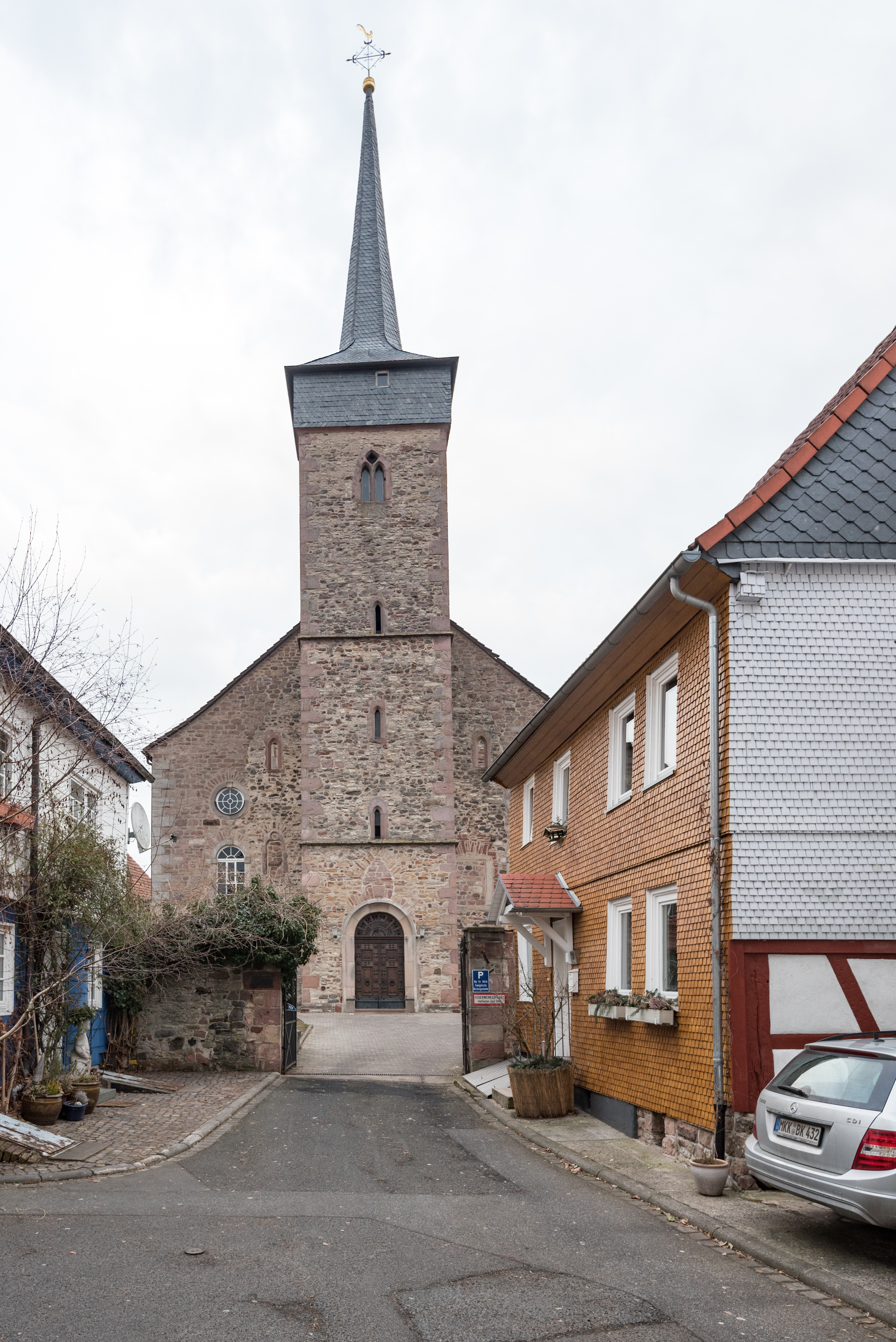
Stadtkirche in Schlüchtern

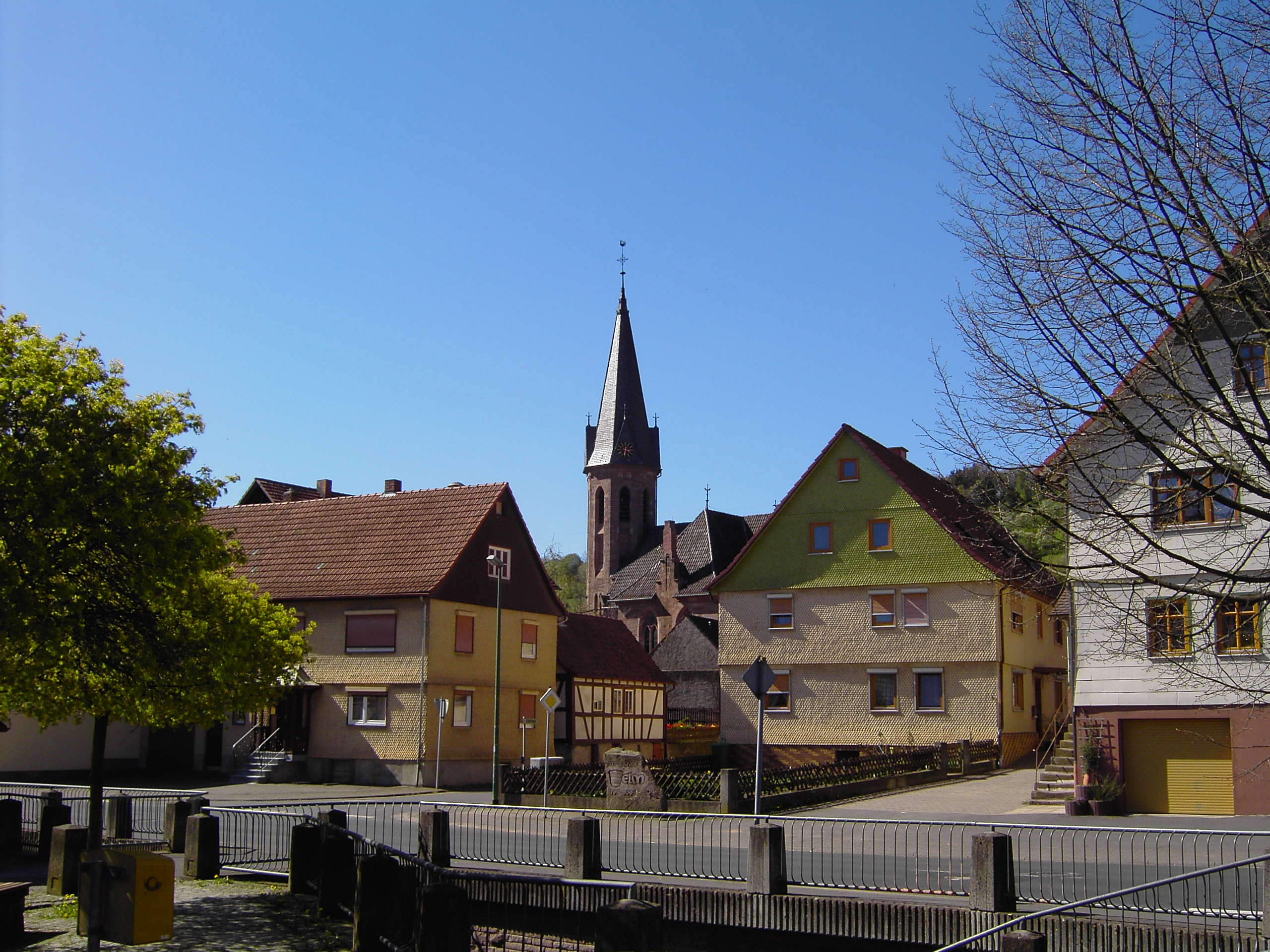
Elm, Dorfmitte

Schlüchtern besteht aus den Stadtteilen
- Ahlersbach
- Breitenbach
- Elm
- Gundhelm
- Herolz
- Hohenzell
- Hutten
- Klosterhöfe mit Röhrigs, Gomfritz und Drasenberg
- Kressenbach
- Niederzell
- Schlüchtern (Innenstadt)
- Vollmerz mit Hinkelhof und Ramholz
- Wallroth

### Grenzverlauf
Am Stadtgebiet Schlüchtern verläuft unmittelbar nördlich des Fabrikgrundstücks der Firma Engelbert Strauss in dem zur Gemarkung Klosterhöfe gehörenden Weilers Röhrigs die Grenze zur Fliedener Gemarkung Höf und Haid, die zur gleichen Zeit die Kreisgrenze zwischen dem Main-Kinzig-Kreis und dem Landkreis Fulda sowie die Regierungsbezirksgrenze der hessischen Regierungsbezirke Darmstadt und Kassel darstellt. An der zu Steinau gehörenden Gemarkung von Uerzell liegenden Siedlung Schmidtmühle bildet der am Ortsausgang in Richtung des etwa 750 Meter entfernten Schlüchterner Stadtteils Kressenbach fließende Steinaubach die Grenze zwischen der Stadtgemarkung Schlüchtern und Steinau. Die Kommunalgrenze des Schlüchterner Stadtteils Vollmerz und dem Sinntaler Ortsteils Sannerz verläuft innerhalb einer Handwerkersiedlung mit einer Bäckerei und einer Malerei. Bei der Schlüchterner Kläranlage bildet der linke Seitenzufluss Ahlersbach (Kinzig, Schlüchtern-Niederzell) der Kinzig die Stadtgrenze zwischen dem Schlüchterner Stadtteil Niederzell und der Kernstadt von Steinau an der Straße.

## Geschichte

### Vor- und Frühgeschichte/Antike

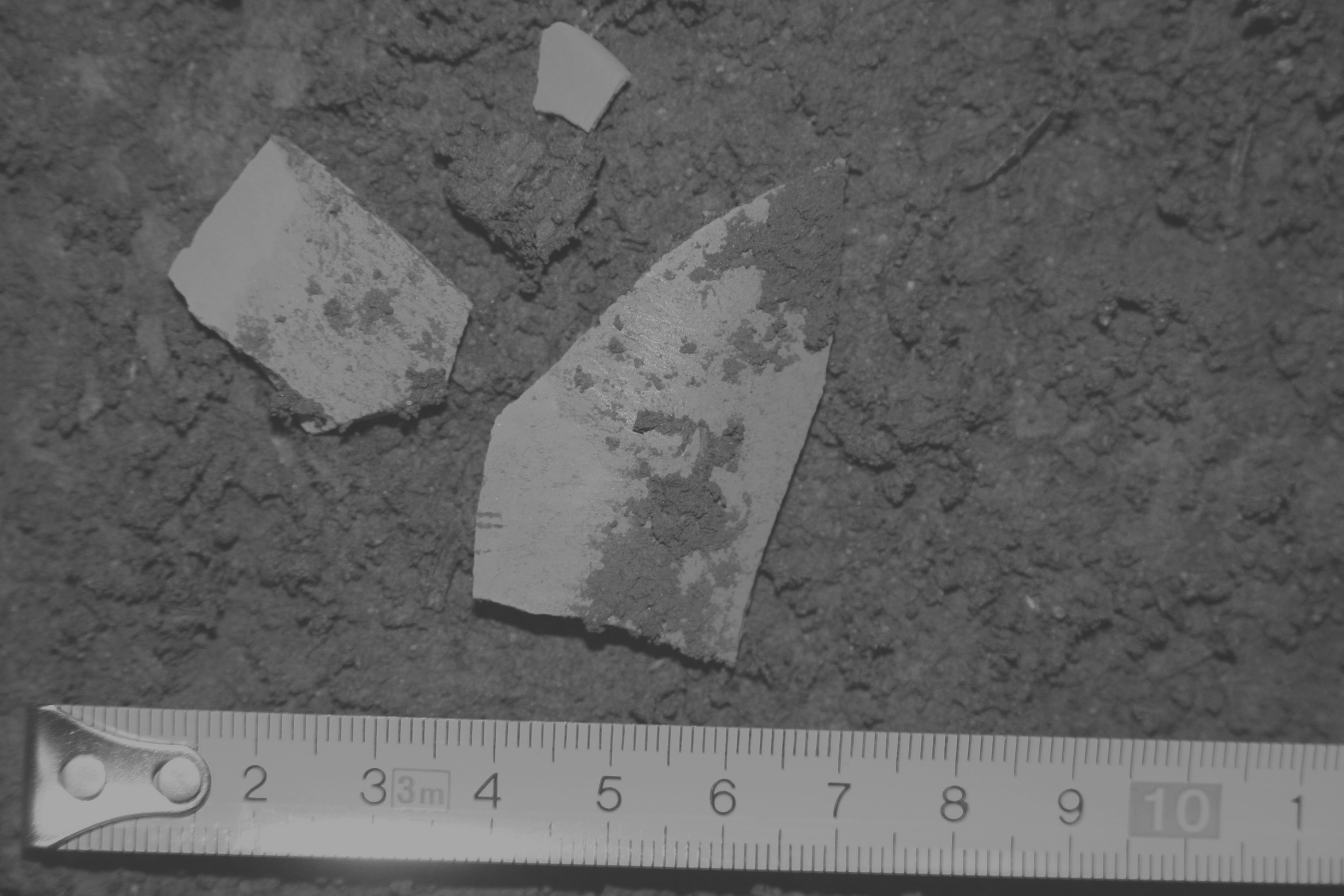
Tonscherben aus Gauonarion (1856)

Die bisher älteste namentlich bekannte Siedlung im Bergwinkel ist Gauonarion, wegen des Alters der Quelle (Geographike Hyphegesis des Claudius Ptolemäus) kann ein Alter der Siedlung um ± 150 nach Christus angenommen werden.
Die Vermutung, dass eine keltische Siedlung im Raum Schlüchtern existierte, kam auf, als bei Bodenaushebungen für neue Gebäude verschiedene Ausgrabungen entdeckt wurden. Zu diesen Funden gehören unter anderem Skelette, Mauerreste, die auf einen Schutzwall einer früheren Siedlung schließen lassen, Reliefs einiger Grabmonumente und verschiedene Scherben. Die Funde wurden in die Humboldt-Universität zu Berlin gebracht, in der sie untersucht werden.
Nicht nur in Schlüchtern, auch in anderen Städten im Bergwinkelraum gab es schon sehr früh erste Besiedlungsspuren. Vor allem in den Mittelgebirgen Spessart, Vogelsberg und Rhön, die den Bergwinkel umschließen, konnte frühe Ansiedlung durch Funde von Grabstätten nachgewiesen werden. In einigen Städten dieses Raums wie Dirlammen und Hosenfeld wurden viele sogenannter Hügelgräber gefunden, welche hauptsächlich aus der Bronzezeit stammen. Auch in Fulda ist die Besiedlung des Domhügels im ersten Jahrhundert n. Chr. durch Germanen bewiesen. Diese Funde lassen darauf schließen, dass die bereits frühe Ansiedlung der Germanen und Kelten im Bergwinkel keine Seltenheit war.
Auch im etwa eine Stunde entfernten Lahnau wurde ein sogenannter „Sensationsfund“ getätigt. Beim Bau eines einst geplanten 3,6 Hektar großen Gewerbegebietes wurden Scherben gefunden, die auf die Römerzeit zurückzuführen sind.
Vor der Zeitenwende siedelten sich mehrere keltisch-germanische Bevölkerungsgruppen hauptsächlich im heutigen Nord- und Mittelhessen an. Darauf weisen Hinterlassenschaften menschlichen Geschehens im Erdboden hin. Um dieses Gebiet fand man Werkzeuge, Schmuckgegenstände, Siedlungsreste und Gräber, die auf keltisch-germanisches Handwerk hindeuten.
Aus diesen Ethnien entwickelten sich später die germanischen Chatten, die Vorfahren der heutigen Hessen.

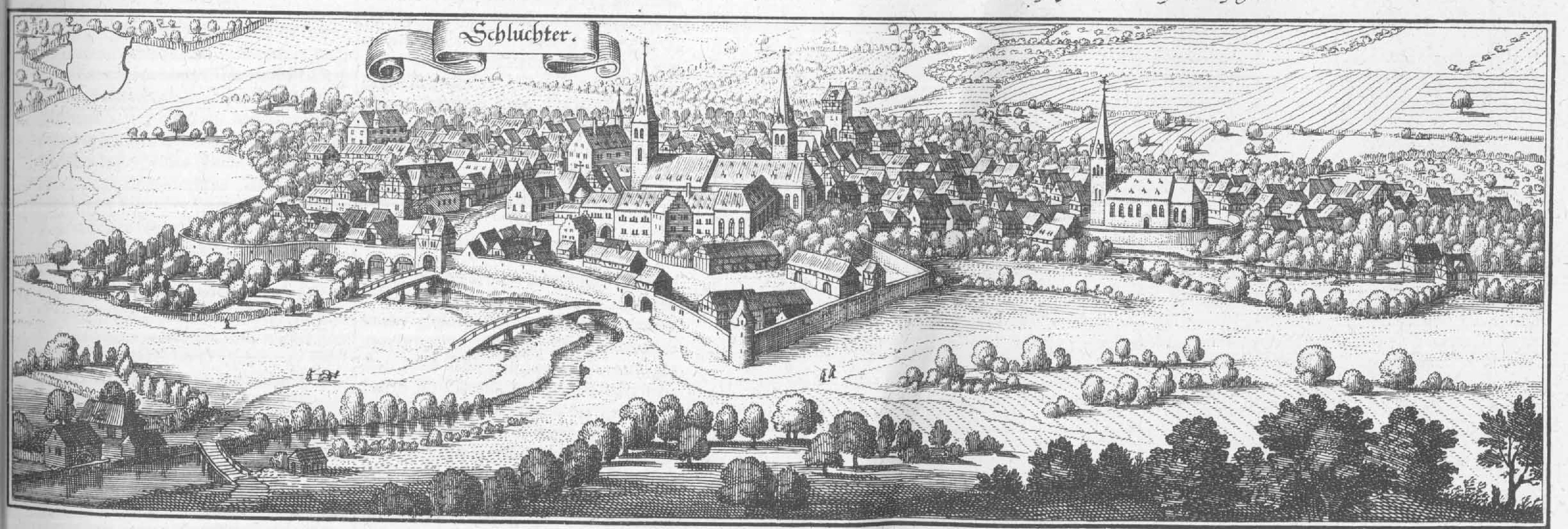
Schlüchtern – Auszug aus der Topographia Hassiae von Matthäus Merian 1655

### Mittelalter
Nach Auffassung des Sprachwissenschaftlers und Historikers Ernst Erich Metzner geht der Name Schlüchtern auf den Ereignis- bzw. Walstatt-Namen „Sluhti“ bzw. „Sluht-warim“ (sinngemäß in etwa „Bewohner/Anwohner/Hüter der Schlacht bzw. des Schlachtfeldes“) zurück. Es gibt Hinweise auf eine schon um 750 bestehende Klostersiedlung, also wenige Jahre nach Gründung des Klosters Fulda durch Bonifatius 744. Die älteste erhaltene schriftliche Erwähnung enthält eine Urkunde aus dem Jahr 993.
Mittelpunkt des Ortes war das Kloster Schlüchtern. Westlich der Altstadt liegt ein dreigeschossiges Gebäude mit Buckel-Eckquadern, vermutlich letztes Zeugnis einer an dieser Stelle gelegenen Wasserburg. Das Gebäude wurde in der Frühen Neuzeit mehrfach verändert. Ursprünglich außerhalb der Stadtmauer gelegen, wurde es später in diese einbezogen.

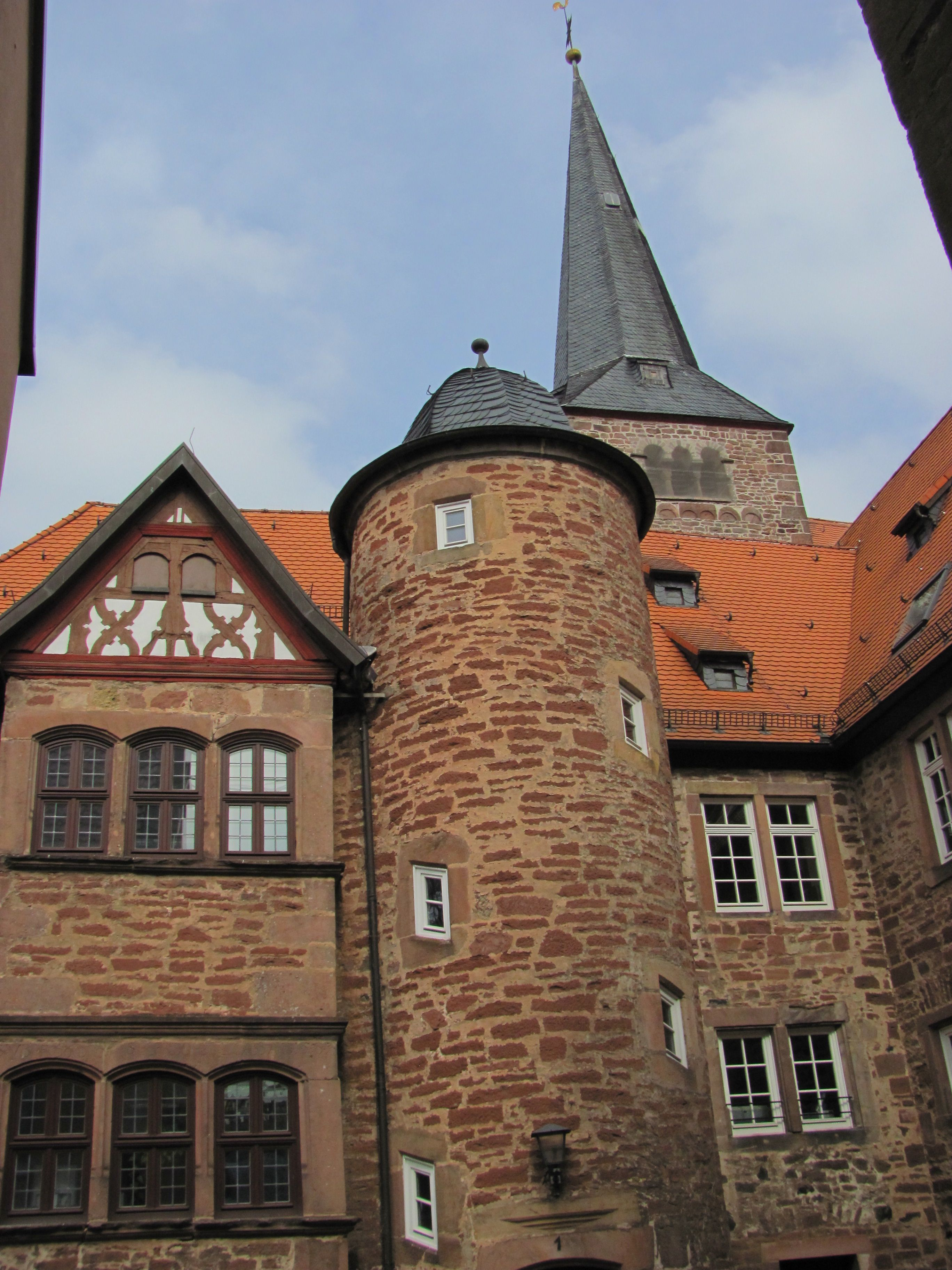
Blick auf den Treppenturm des Klosters

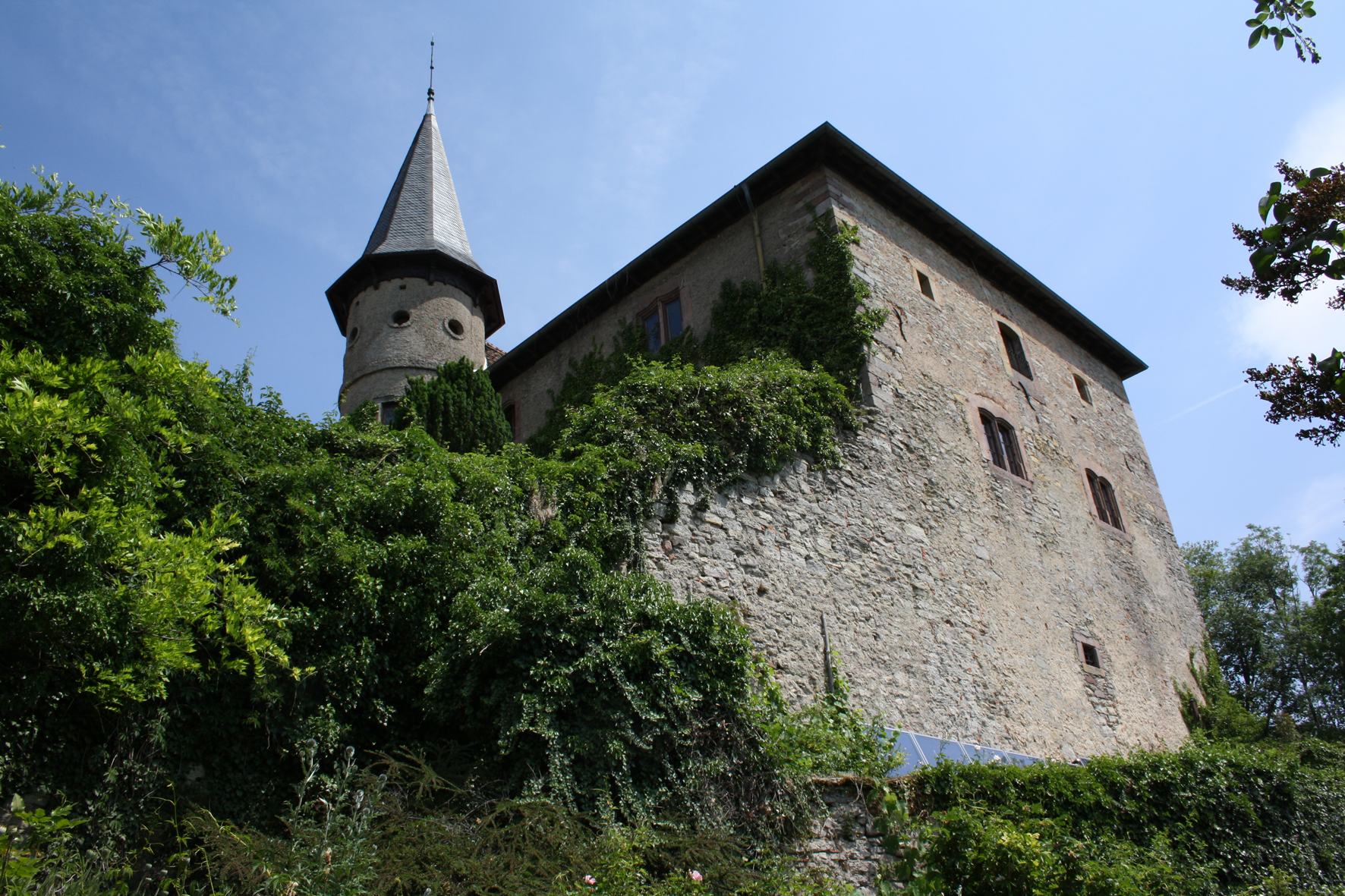
Burg Brandenstein

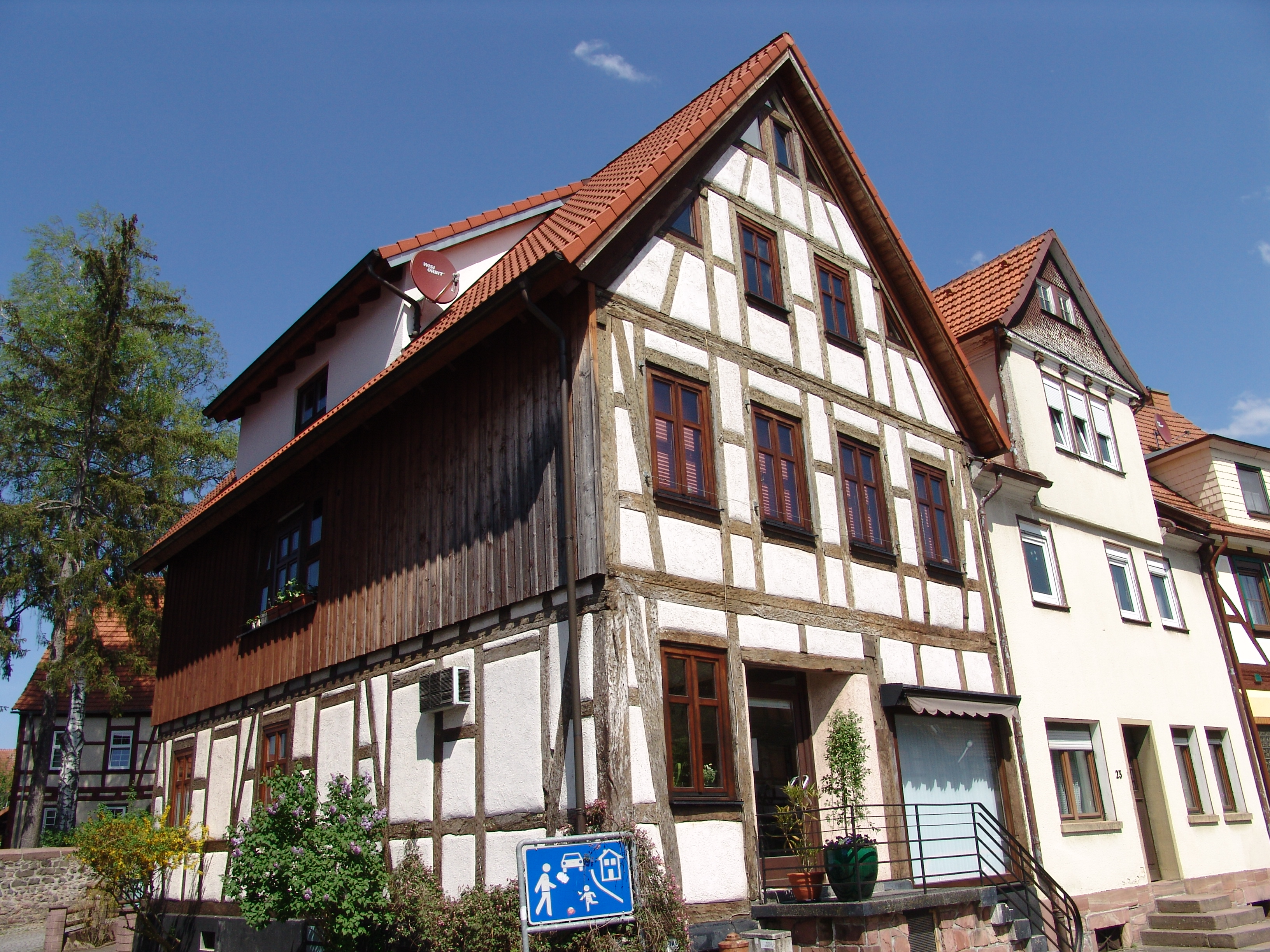
Krämerstraße 21

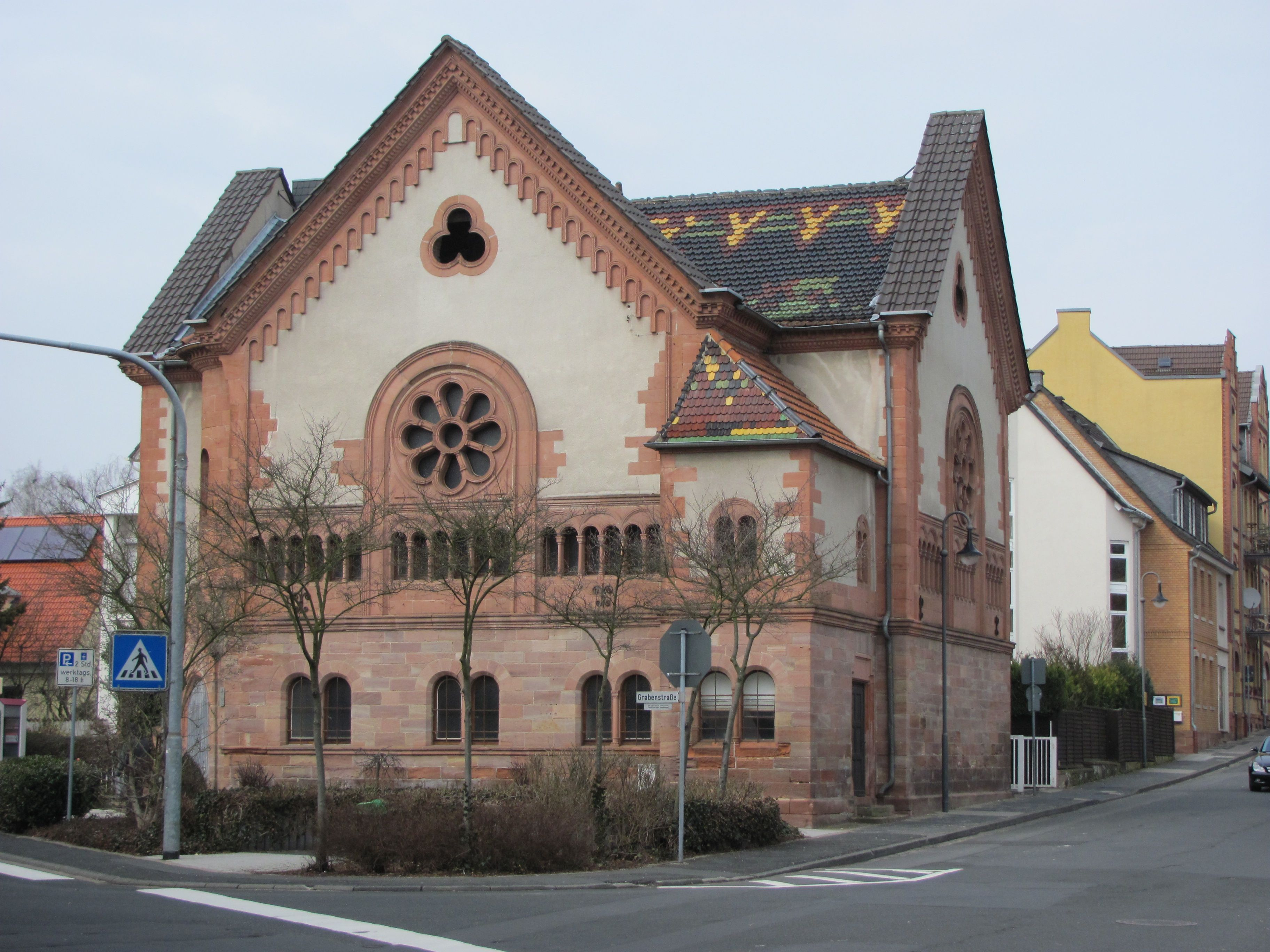
Die 1898 erbaute ehemalige Synagoge

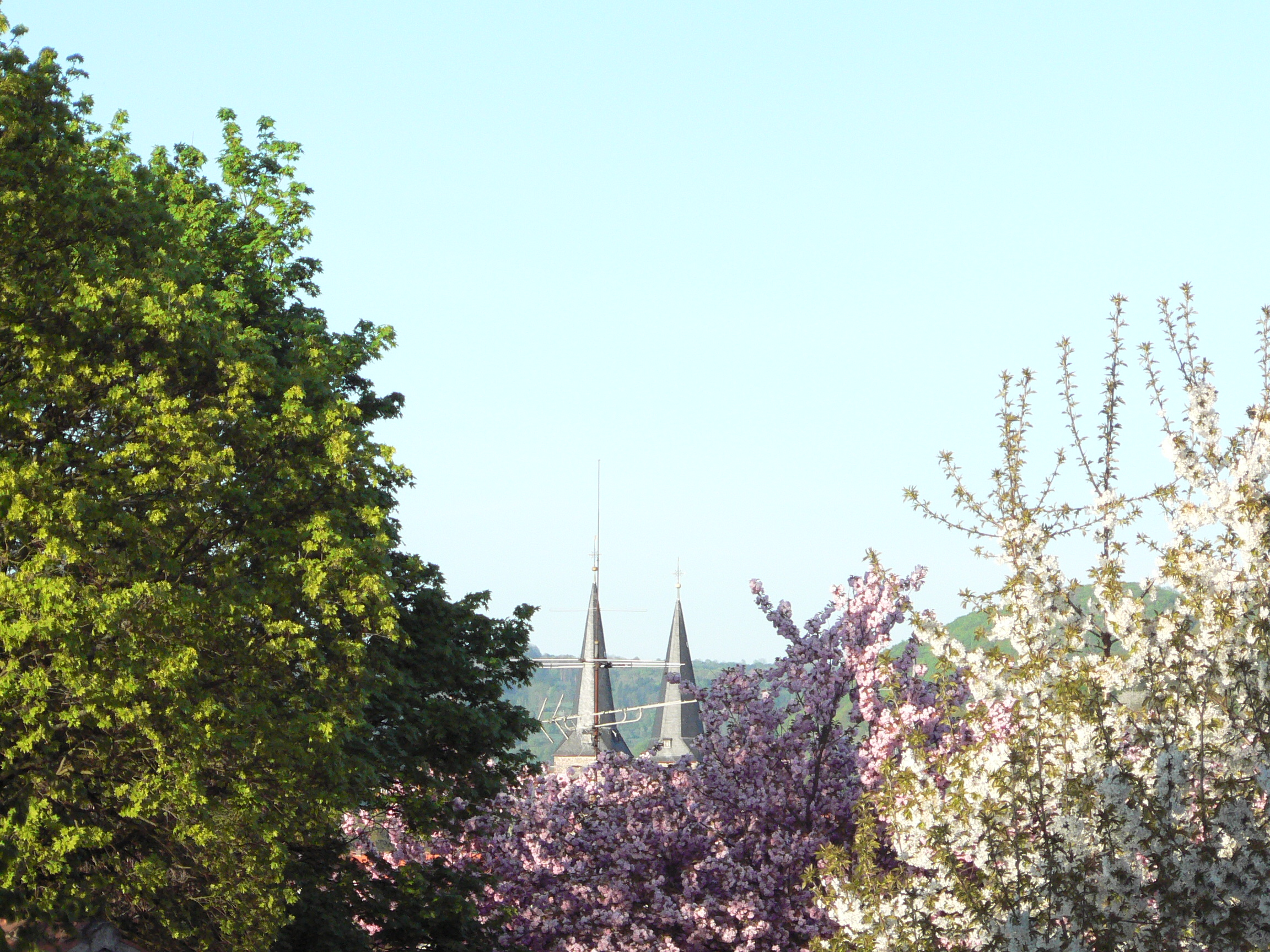
Zwei der drei Stadttürme Schlüchterns (beide zum ehemaligen Kloster bzw. dem Ulrich-von-Hutten-Gymnasium gehörend)

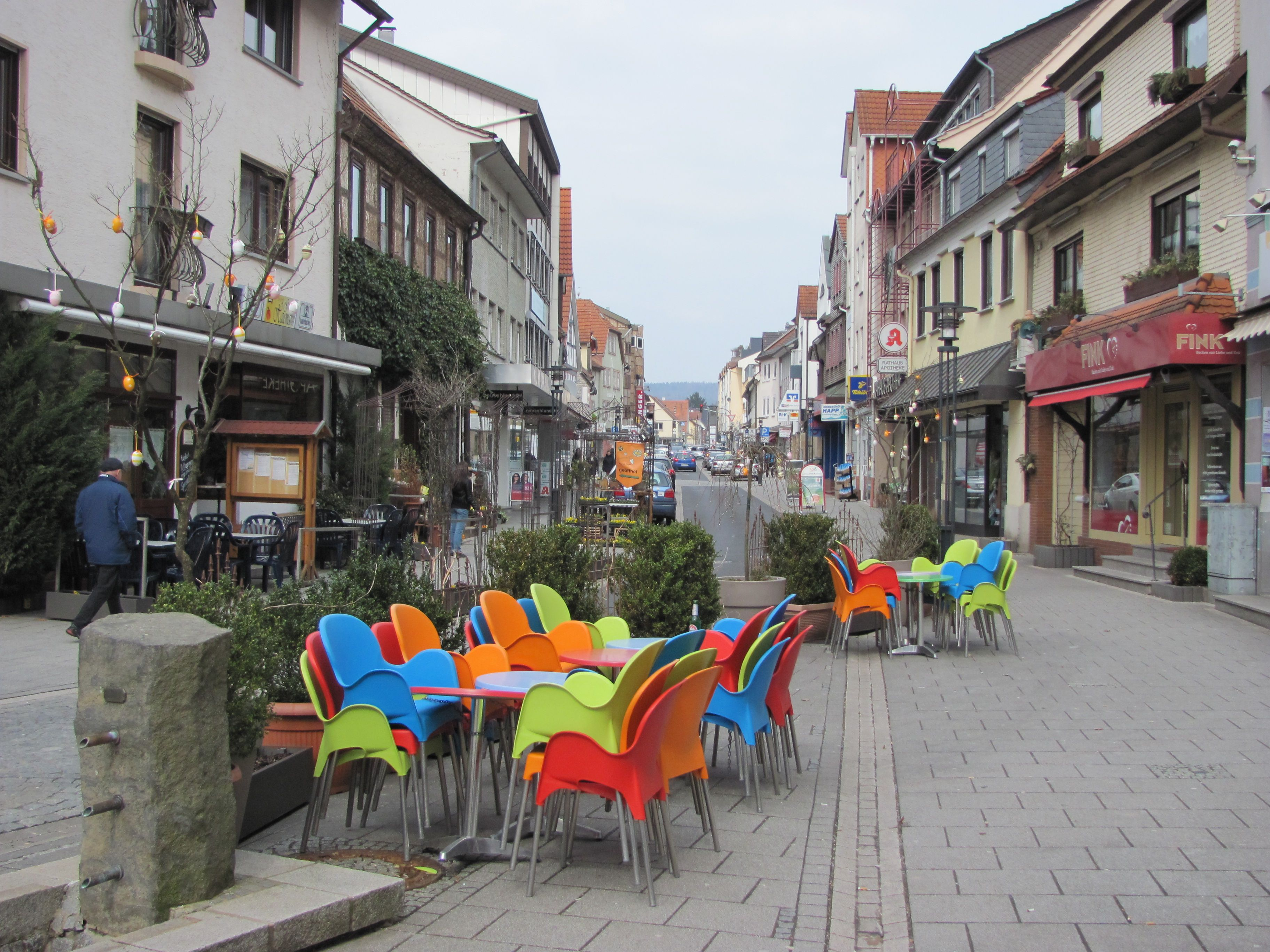
Obertorstraße

Der Ort war ursprünglich Reichsbesitz, der an das Kloster vergeben war. Später war er ein Lehen des Bistums Würzburg an die Grafen von Rieneck, die ihn 1316 an Hanau abtraten. Grundherr war der Abt des Klosters Schlüchtern. Die Stadt war der Vorort des gleichnamigen Amtes Schlüchtern, des nordöstlichsten Amtes der Herrschaft und – seit 1429 – Grafschaft Hanau, seit 1458: Grafschaft Hanau-Münzenberg. Schlüchtern lag an der in Mittelalter und Früher Neuzeit wichtigen Handelsstraße „Via Regia“, von Frankfurt am Main nach Leipzig. Das Kloster Schlüchtern war im Spätmittelalter zunehmend unter den Einfluss der Herren und späteren Grafen von Hanau gekommen. 1457 begab es sich endgültig in die Schutzherrschaft Hanaus.
Zur Pfarrkirche von Schlüchtern, die in der Diözese Würzburg lag und unter dem Patrozinium von Maria stand, gehörten 1167 die Kirchen von Elm, Kressenbach und Hintersteinau. Hier wie im weiteren Umkreis stand das Patronatsrecht dem Kloster Schlüchtern zu.

### Historische Namensformen
In erhaltenen Urkunden wurde Schlüchtern unter den folgenden Namen erwähnt (in Klammern das Jahr der Erwähnung):
- Sluohderin (993)
- Sluohcterin (993) – nach neueren Forschungen berichtigte Schreibweise
- Sluohterin (999)
- Sluderin (1003)
- Solitariensis (1099)
- Schluchter (1509)

### Frühe Neuzeit
Die Grafschaft Hanau-Münzenberg schloss sich in der Reformation zunächst der lutherischen Konfession an. Eine entscheidende Rolle spielte hier, dass der seit 1534 regierende Abt des Klosters Schlüchtern, Petrus Lotichius, dem Humanismus und der Reformation zugewandt war. Ab 1540 wandelte er das Kloster in eine Bildungsstätte für kirchlichen Nachwuchs um. Daraus entwickelte sich in der Folge eine Lateinschule, die wiederum der Vorgänger des heutigen Ulrich-von-Hutten-Gymnasiums ist. Philipp Melanchthon beriet ihn hinsichtlich der Schule und besuchte ihn auch. In einem ersten Schritt entsandte er sieben seiner besten Schüler 1544 zum Studium der Theologie an die Philipps-Universität Marburg. Damit standen ihm gut ausgebildete, der lutherischen Lehre verpflichtete Pfarrer für die Gemeinden in und um Schlüchtern zur Verfügung. Die Reformation brachte das Kloster aber auch in eine prekäre Situation gegenüber dem zuständigen Bischof von Würzburg. Das nutzte die Landesherrschaft, das war damals die Vormundschaft für den noch minderjährigen Grafen Philipp III. von Hanau-Münzenberg, die selbst die Reformation unterstützte. Sie gewährte dem Kloster Schutz gegen Würzburg und dehnte dabei zugleich ihre Landesherrschaft in und um Schlüchtern aus.
Graf Philipp Ludwig II. verfolgte ab 1597 eine entschieden reformierte Kirchenpolitik und machte von seinem Recht als Landesherr Gebrauch, die Konfession seiner Untertanen zu bestimmen, dem Jus reformandi. Er setzte diese Version der Reformation als verbindlich für die Grafschaft Hanau-Münzenberg durch.
Zur Pfarrei Schlüchtern eingepfarrt waren Niederzell und die Klosterhöfe Drasenberg, Gomfritz (früher Gumberts), Reith und Röhrigs.
Im Bereich der Stadtgemarkung befanden sich die Hutzelmühle vor dem Krämertor, die Hildebrandmühle, die Klostermühle im Hofbereich des Klosters, die Klöbersmühle am Untertor sowie die Riedscheider Mühle am südlichen Ortsausgang. Sie lagen alle an von der Kinzig abgeleiteten Mühlgräben.
Mit dem Tod des letzten Hanauer Grafen, Johann Reinhard III., fiel Schlüchtern 1736 mit der ganzen Grafschaft Hanau-Münzenberg an die Landgrafschaft Hessen-Kassel, aus der 1803 das Kurfürstentum Hessen entstand.

### Neuzeit
Während der napoleonischen Zeit stand Schlüchtern ab 1806 unter französischer Militärverwaltung, gehörte 1807–1810 zum Fürstentum Hanau und dann von 1810 bis 1813 zum Großherzogtum Frankfurt, Departement Hanau. Anschließend fiel es wieder an das Kurfürstentum Hessen zurück. Nach der Verwaltungsreform des Kurfürstentums Hessen von 1821, die Kurhessen in vier Provinzen und 22 Kreise einteilte, wurde Schlüchtern Verwaltungssitz des gleichnamigen Kreises Schlüchtern. 1866 wurde das Kurfürstentum nach dem Preußisch-Österreichischen Krieg von Preußen annektiert.
Die nach den Nürnberger Gesetzen als jüdisch eingestuften Eigentümer der Schlüchterner und Steinauer Seifenfabriken wurden im Nationalsozialismus ihrer Fabriken und ihrer Heimat beraubt.
Nach dem Zweiten Weltkrieg kam es zum Land Hessen. Schlüchtern wechselte entsprechend die Verwaltungen, denen es zugehörte.
Am 10. Juni 1949 wurde im Schlüchterner Schlösschen die Arbeitsgruppe „Europäisches Gesundheitswesen“ als Sektion innerhalb einer „Europäischen Akademie“ gegründet. Die Akademie verfolgte die „Schaffung der Grundlagen für eine Vereinigung der Völker Europas auf föderativer Basis“; Generalsekretär war der Jurist Maximilian Karl Graf zu Trauttmansdorff, ihr Präsident Karl Geiler.
Seit 1966 ist Schlüchtern ein anerkannter Luftkurort. Mit der Gebietsreform in Hessen wurde der Landkreis Schlüchtern zum 1. Juli 1974 Teil des neu entstandenen Main-Kinzig-Kreises. Schlüchtern verlor damit die Funktion als Sitz einer eigenständigen Kreisverwaltung.

### Eingemeindungen
Im Zuge der Gebietsreform in Hessen wurden am 1. Dezember 1969 die bis dahin selbständigen Gemeinden Ahlersbach, Breitenbach, Elm, Gundhelm, Herolz, Hohenzell, Hutten, Klosterhöfe und Vollmerz auf freiwilliger Basis eingegliedert. Am 31. Dezember 1971 kamen Kressenbach und Wallroth hinzu. Niederzell folgte kraft Landesgesetz am 1. Juli 1974. Für jede der früher selbstständigen Gemeinden und die Kernstadt wurden je ein Ortsbezirk gebildet.

### Verwaltungsgeschichte im Überblick
Die folgende Liste zeigt die Staaten und Verwaltungseinheiten, denen Schlüchtern angehört(e):
- vor 1458: Heiliges Römisches Reich, Grafschaft Hanau
- ab 1458: Heiliges Römisches Reich, Grafschaft Hanau-Münzenberg, Amt Schlüchtern
- ab 1642: Heiliges Römisches Reich, Grafschaft Hanau-Lichtenberg, Amt Schlüchtern
- ab 1736: Heiliges Römisches Reich, Landgrafschaft Hessen-Kassel, Amt Schlüchtern
- ab 1803: Heiliges Römisches Reich, Landgrafschaft Hessen-Kassel, Fürstentum Hanau,[Anm. 2] Amt Schlüchtern
- 1806–1810: Kaiserreich Frankreich,[Anm. 3] Fürstentum Hanau, Amt Schlüchtern (Militärverwaltung)
- 1810–1813: Großherzogtum Frankfurt, Departement Hanau, Distrikt Steinau
- ab 1816: Kurfürstentum Hessen,[Anm. 4] Fürstentum Hanau, Amt Schlüchtern[24]
- ab 1821/22: Kurfürstentum Hessen, Provinz Hanau, Kreis Schlüchtern[25][Anm. 5]
- ab 1848: Kurfürstentum Hessen, Bezirk Hanau
- ab 1851: Kurfürstentum Hessen, Provinz Hanau, Kreis Schlüchtern
- ab 1867: Königreich Preußen,[Anm. 6] Provinz Hessen-Nassau, Regierungsbezirk Kassel, Kreis Schlüchtern
- ab 1871: Deutsches Reich, Königreich Preußen, Provinz Hessen-Nassau, Regierungsbezirk Kassel, Kreis Schlüchtern
- ab 1918: Deutsches Reich, Freistaat Preußen, Provinz Hessen-Nassau, Regierungsbezirk Kassel, Kreis Schlüchtern
- ab 1944: Deutsches Reich, Freistaat Preußen, Provinz Nassau, Landkreis Schlüchtern
- ab 1945: Deutsches Reich, Amerikanische Besatzungszone,[Anm. 7] Groß-Hessen, Regierungsbezirk Wiesbaden, Landkreis Schlüchtern
- ab 1946: Deutsches Reich, Amerikanische Besatzungszone, Hessen, Regierungsbezirk Wiesbaden, Landkreis Schlüchtern
- ab 1949: Bundesrepublik Deutschland, Hessen, Regierungsbezirk Wiesbaden, Landkreis Schlüchtern
- ab 1968: Bundesrepublik Deutschland, Hessen, Regierungsbezirk Darmstadt, Landkreis Schlüchtern
- ab 1974: Bundesrepublik Deutschland, Hessen, Regierungsbezirk Darmstadt, Main-Kinzig-Kreis

## Bevölkerung

### Einwohnerstruktur 2011
Nach den Erhebungen des Zensus 2011 lebten am Stichtag dem 9. Mai 2011 in Schlüchtern 16.306 Einwohner.
Nach dem Lebensalter waren 2883 Einwohner unter 18 Jahren, 6695 zwischen 18 und 49, 3358 zwischen 50 und 64 und 3371 Einwohner waren älter.
Unter den Einwohnern waren 1124 (6,9 %) Ausländer, von denen 249 aus dem EU-Ausland, 531 aus anderen europäischen Ländern und 333 aus anderen Staaten kamen.
Bis zum Jahr 2020 erhöhte sich die Ausländerquote auf 11,3 %.
Die Einwohner lebten in 6910 Haushalten. Davon waren 2139 Singlehaushalte, 1956 Paare ohne Kinder und 1997 Paare mit Kindern, sowie 637 Alleinerziehende und 183 Wohngemeinschaften. In 1445 Haushalten lebten ausschließlich Senioren (20,9 %) und in 4556 Haushaltungen lebten keine Senioren (65,9 %).

### Einwohnerentwicklung
Quelle: Historisches Ortslexikon
- 1538: 153 Steuernde
- 1565: 212 Steuernde und 153 Häuser[31]
- 1633: 169 Haushaltungen und 31 Gefreite
- 1753: 280 Haushaltungen, 18 Juden mit zusammen 1322 Personen
- 1812: 257 Feuerstellen, 1425 Seelen

| Schlüchtern: Einwohnerzahlen von 1812 bis 2022 | Schlüchtern: Einwohnerzahlen von 1812 bis 2022 | Schlüchtern: Einwohnerzahlen von 1812 bis 2022 | Schlüchtern: Einwohnerzahlen von 1812 bis 2022 | Schlüchtern: Einwohnerzahlen von 1812 bis 2022 |
| --- | ---------------------------------------------- | ---------------------------------------------- | ---------------------------------------------- | ---------------------------------------------- |
| Jahr |                                                |                                                |                                                | Einwohner                                      |
| 1812 | 1812                                           |                                                | 1.425                                          | 1.425                                          |
| 1821 | 1821                                           |                                                | 1.425                                          | 1.425                                          |
| 1834 | 1834                                           |                                                | 2.154                                          | 2.154                                          |
| 1840 | 1840                                           |                                                | 2.133                                          | 2.133                                          |
| 1846 | 1846                                           |                                                | 2.270                                          | 2.270                                          |
| 1852 | 1852                                           |                                                | 2.257                                          | 2.257                                          |
| 1858 | 1858                                           |                                                | 2.171                                          | 2.171                                          |
| 1864 | 1864                                           |                                                | 2.142                                          | 2.142                                          |
| 1871 | 1871                                           |                                                | 2.371                                          | 2.371                                          |
| 1875 | 1875                                           |                                                | 2.274                                          | 2.274                                          |
| 1885 | 1885                                           |                                                | 2.635                                          | 2.635                                          |
| 1895 | 1895                                           |                                                | 2.745                                          | 2.745                                          |
| 1905 | 1905                                           |                                                | 2.998                                          | 2.998                                          |
| 1910 | 1910                                           |                                                | 3.945                                          | 3.945                                          |
| 1925 | 1925                                           |                                                | 3.212                                          | 3.212                                          |
| 1939 | 1939                                           |                                                | 3.728                                          | 3.728                                          |
| 1946 | 1946                                           |                                                | 5.604                                          | 5.604                                          |
| 1950 | 1950                                           |                                                | 5.832                                          | 5.832                                          |
| 1956 | 1956                                           |                                                | 5.773                                          | 5.773                                          |
| 1961 | 1961                                           |                                                | 5.761                                          | 5.761                                          |
| 1967 | 1967                                           |                                                | 6.020                                          | 6.020                                          |
| 1970 | 1970                                           |                                                | 12.044                                         | 12.044                                         |
| 1981 | 1981                                           |                                                | 14.199                                         | 14.199                                         |
| 1990 | 1990                                           |                                                | 14.618                                         | 14.618                                         |
| 1995 | 1995                                           |                                                | 16.067                                         | 16.067                                         |
| 2000 | 2000                                           |                                                | 15.957                                         | 15.957                                         |
| 2005 | 2005                                           |                                                | 16.875                                         | 16.875                                         |
| 2011 | 2011                                           |                                                | 16.306                                         | 16.306                                         |
| 2015 | 2015                                           |                                                | 15.957                                         | 15.957                                         |
| 2020 | 2020                                           |                                                | 16.069                                         | 16.069                                         |
| 2022 | 2022                                           |                                                | 16.384                                         | 16.384                                         |
| Datenquelle: Historisches Gemeindeverzeichnis für Hessen: Die Bevölkerung der Gemeinden 1834 bis 1967. Wiesbaden: Hessisches Statistisches Landesamt, 1968. Weitere Quellen: 1821: nach 1970: Stadt Schlüchtern und Hessenatlas Die Zahlen ab 1970 enthalten die im Zuge der Gebietsreform in Hessen eingegliederten Orte. |                                                |                                                |                                                |                                                |

### Historische Religionszugehörigkeit
- 1885: 2137 evangelische (= 81,10 %). 124 katholische (= 4,71 %). ein anderer christliche-konfessioneller (= 0,04 %). 372 jüdische (= 14,12 %). ein andersgläubiger (= 0,04 %) Einwohner[14]
- 1961: 4118 evangelische (= 71,48 %). 1515 katholisch (= 26,30 %) Einwohner[14]
- 1987: 9536 evangelische (= 68,3 %), 3313 katholische (= 23,7 %), 1109 sonstige (= 7,9 %) Einwohner[35]
- 2011: 9020 evangelische (= 55,3 %), 3550 katholische (= 21,8 %), 3730 sonstige (= 22,9 %) Einwohner[35]

## Religion

### Evangelische Kirche

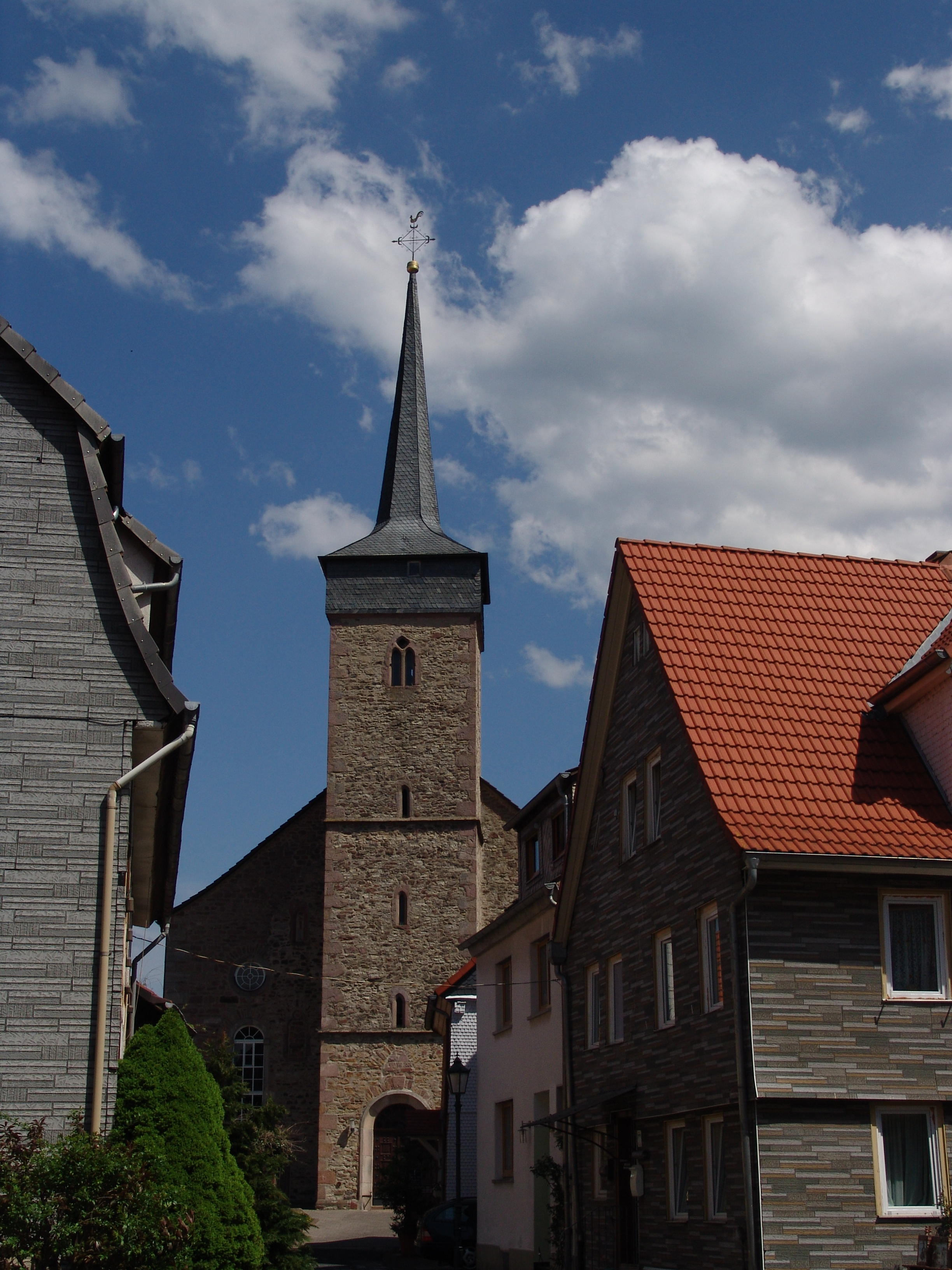
Evangelische Stadtkirche St. Michael

Zur evangelischen Kirche von Kurhessen-Waldeck gehören:
- die Evangelische Kirchengemeinde Schlüchtern mit Stadtkirche St. Michael (Pfarramt II) mit Klosterhöfe, (Pfarramt III) mit Niederzell, (Pfarramt IV) mit Elm und (Pfarramt V) Gundhelm und Hutten.[36]
- die Evangelische Kirchengemeinde Hohenzell-Bellings-Ahlersbach,
- die Evangelische Kirchengemeinde Ramholz und
- die Evangelische Kirchengemeinde am Landrücken[37] (Wallroth-Breitenbach-Kressenbach).

Die Evangelischen Kirchengemeinden gehören zum Kirchenkreis Kinzigtal im Sprengel Hanau-Hersfeld. Geleitet wird der Kirchenkreis Kinzigtal von Dekan Wilhelm Hammann. In Schlüchtern befindet sich das Kirchenkreisamt.
Die Evangelischen Kirchengemeinden Schlüchtern und Ramholz bilden den Kooperationsraum Schlüchtern-Ramholz.
Die Evangelische Kirchengemeinde am Landrücken Kinzigtal (Wallroth-Breitenbach-Kressenbach) sowie die Gemeinde Hohenzell-Bellings-Ahlersbach bilden zusammen mit den Kirchengemeinden in Steinau und Bad Soden-Salmünster den Kooperationsraum Bergwinkel.

### Katholische Kirche
In Schlüchtern bestehen zwei römisch-katholische Kirchengemeinden, die zum Pastoralverbund St. Maximilian Maria Kolbe Schlüchtern-Sinntal des Dekanats Kinzigtal im Bistum Fulda gehören:
- die Pfarrei St. Bonifatius Schlüchtern mit der Kirche St. Bonifatius und
- die Pfarrei St. Jakobus Herolz.

### Ökumenischer Jakobsweg
Durch Schlüchtern führt der 125 km lange Ökumenische Jakobsweg von Fulda an den Main. Der Pilgerweg gehört zum Verbindungssystem der Via Regia, deren Wegenetz von der Ukraine bis nach Spanien führt.

## Politik

### Stadtverordnetenversammlung
Die Kommunalwahl am 14. März 2021 lieferte folgendes Ergebnis, in Vergleich gesetzt zu früheren Kommunalwahlen:
| Sitzverteilung in der Stadtverordnetenversammlung 2021Insgesamt 33 Sitze - SPD: 11 - Grüne: 5 - FDP: 3 - CDU: 8 - BBB: 6 | Parteien und Wählergemeinschaften | Parteien und Wählergemeinschaften                           | % 2021 | Sitze 2021 | % 2016 | Sitze 2016 | % 2011 | Sitze 2011 | % 2006 | Sitze 2006 | % 2001 | Sitze 2001 |
| Sitzverteilung in der Stadtverordnetenversammlung 2021Insgesamt 33 Sitze - SPD: 11 - Grüne: 5 - FDP: 3 - CDU: 8 - BBB: 6 | SPD                               | Sozialdemokratische Partei Deutschlands                     | 31,5   | 11         | 34,0   | 11         | 41,1   | 15         | 39,7   | 15         | 32,7   | 12         |
| Sitzverteilung in der Stadtverordnetenversammlung 2021Insgesamt 33 Sitze - SPD: 11 - Grüne: 5 - FDP: 3 - CDU: 8 - BBB: 6 | CDU                               | Christlich Demokratische Union Deutschlands                 | 25,3   | 8          | 29,0   | 10         | 35,8   | 13         | 39,8   | 15         | 35,0   | 13         |
| Sitzverteilung in der Stadtverordnetenversammlung 2021Insgesamt 33 Sitze - SPD: 11 - Grüne: 5 - FDP: 3 - CDU: 8 - BBB: 6 | GRÜNE                             | Bündnis 90/Die Grünen                                       | 14,5   | 5          | 10,6   | 3          | 12,3   | 5          | 9,1    | 3          | –      | –          |
| Sitzverteilung in der Stadtverordnetenversammlung 2021Insgesamt 33 Sitze - SPD: 11 - Grüne: 5 - FDP: 3 - CDU: 8 - BBB: 6 | FDP                               | Freie Demokratische Partei                                  | 9,7    | 3          | 7,6    | 3          | 7,5    | 3          | 6,7    | 2          | 6,0    | 2          |
| Sitzverteilung in der Stadtverordnetenversammlung 2021Insgesamt 33 Sitze - SPD: 11 - Grüne: 5 - FDP: 3 - CDU: 8 - BBB: 6 | BBB                               | BürgerBewegung Bergwinkel                                   | 18,9   | 6          | 18,7   | 6          | –      | –          | –      | –          | –      | –          |
| Sitzverteilung in der Stadtverordnetenversammlung 2021Insgesamt 33 Sitze - SPD: 11 - Grüne: 5 - FDP: 3 - CDU: 8 - BBB: 6 | LINKE                             | Die Linke                                                   | –      | –          | –      | –          | 3,3    | 1          | –      | –          | –      | –          |
| Sitzverteilung in der Stadtverordnetenversammlung 2021Insgesamt 33 Sitze - SPD: 11 - Grüne: 5 - FDP: 3 - CDU: 8 - BBB: 6 | BISS                              | Bürgerinitiativen und Grüne im Schlüchterner Stadtparlament | –      | –          | –      | –          | –      | –          | 4,7    | 2          | 19,1   | 7          |
| Sitzverteilung in der Stadtverordnetenversammlung 2021Insgesamt 33 Sitze - SPD: 11 - Grüne: 5 - FDP: 3 - CDU: 8 - BBB: 6 | REP                               | Die Republikaner                                            | –      | –          | –      | –          | –      | –          | –      | –          | 7,2    | 3          |
| Sitzverteilung in der Stadtverordnetenversammlung 2021Insgesamt 33 Sitze - SPD: 11 - Grüne: 5 - FDP: 3 - CDU: 8 - BBB: 6 | gesamt                            | gesamt                                                      | 100,0  | 33         | 100,0  | 33         | 100,0  | 37         | 100,0  | 37         | 100,0  | 37         |
| Sitzverteilung in der Stadtverordnetenversammlung 2021Insgesamt 33 Sitze - SPD: 11 - Grüne: 5 - FDP: 3 - CDU: 8 - BBB: 6 | Wahlbeteiligung in %              | Wahlbeteiligung in %                                        | 49,8   | 49,8       | 57,1   | 57,1       | 46,4   | 46,4       | 44,3   | 44,3       | 58,0   | 58,0       |

### Bürgermeister
Nach der hessischen Kommunalverfassung wird der Bürgermeister für eine sechsjährige Amtszeit gewählt, seit dem Jahr 1993 in einer Direktwahl, und ist Vorsitzender des Magistrats, dem in der Stadt Schlüchtern neben dem Bürgermeister ehrenamtlich ein Erster Stadtrat und fünf weitere Stadträte angehören. Bürgermeister ist seit dem 1. Oktober 2016 der parteiunabhängige Matthias Möller. Er setzte sich am 20. März 2016 in einer Stichwahl, die der Amtsinhaber Falko Fritzsch (SPD) verfehlte, bei 42,08 Prozent Wahlbeteiligung mit 57,04 Prozent der Stimmen durch. Es folgte eine Wiederwahl ohne Gegenkandidaten im Mai 2022.
Amtszeiten der Bürgermeister
- 2016–2028 Matthias Möller[46]
- 1992–2016 Falko Fritzsch (SPD)[47]
- 1980–1992 Hans Schott (SPD)

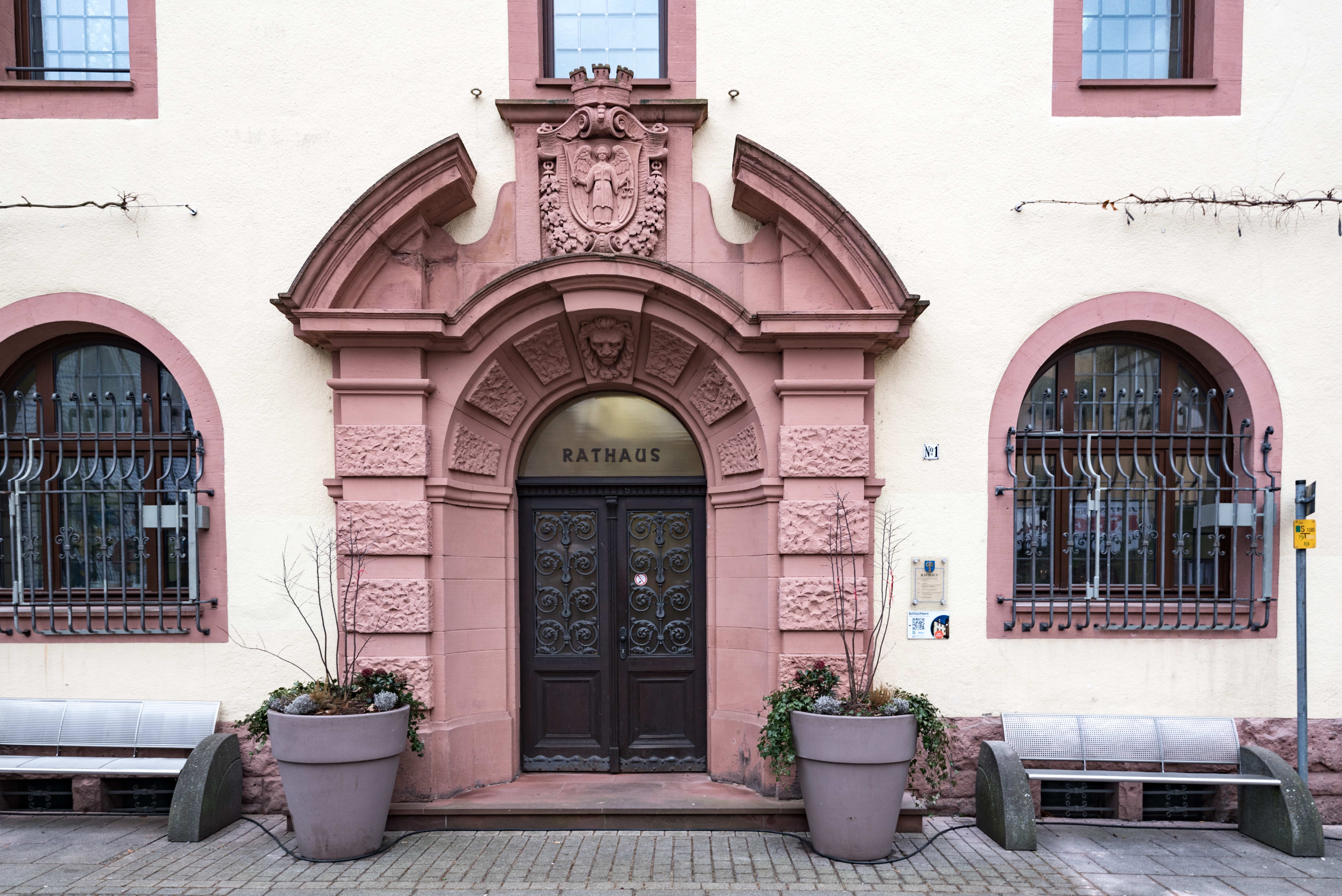
Eingang zum Rathaus von Schlüchtern

- 1965–1980 Reinhold Anderlitschek (SPD)
- 1958–1965 Friedrich Langerwisch
- 1952–1958 Max Eckert
- 1946–1952 Hans Bertram
- 1. Juli 1945–31. Dez. 1945 Otto Vitense (CDU)
- 1933–1945 Johannes Puth (NSDAP)
- 1924–1933 Eduard Gaenßlen
- 1916–1924 Stückrath
- 1906–1915 Otto Albrecht
- 1891–1905 Rudolf Salomon
- 1883–1891 Adolf Sturmfeder
- 1845–1882 Konrad Georg Hafner
- 1834–1845 Justus Rollmann

### Ortsbeiräte
Für alle Stadtteile und die Kernstadt besteht je ein Ortsbezirk mit Ortsbeirat und Ortsvorsteher nach Maßgabe der §§ 81 und 82 HGO und des Kommunalwahlgesetzes in der jeweils gültigen Fassung.
Die Ortsbezirke sind durch die Gebiete der ehemaligen Gemeinden abgegrenzt. Die Ortsbeiräte bestehen aus fünf oder sieben Mitgliedern.
Deren Wahl erfolgt im Rahmen der Kommunalwahlen. Der Ortsbeirat wählt eines seiner Mitglieder zum Ortsvorsteher bzw. zur Ortsvorsteherin. Zur Zusammensetzung siehe die jeweiligen Stadtteile.

### Ortsbeirat Kernstadt Schlüchtern
Der Ortsbeirat besteht aus sieben Mitgliedern. Bei den Kommunalwahlen in Hessen 2021 betrug die Wahlbeteiligung zum Ortsbeirat 43,20 %. Dabei wurden gewählt:
je zwei Mitglieder der CDU und SPD und je ein Mitglied des Bündnis 90/Die Grünen, der FDP und der „Bürgergebewegung Bergwinckel“ (BBB). Der Ortsbeirat wählte Astrid Janku-Hahn (CDU) zur Ortsvorsteherin.

### Städtepartnerschaften
- Jarocin, Polen, seit 24. Oktober 2003
- Fameck, Frankreich, seit 15. September 2012

## Wirtschaft und Infrastruktur

### Öffentliche Einrichtungen
- Agentur für Arbeit Hanau, Außenstelle Schlüchtern
- Forstamt Schlüchtern (Hessen-Forst)
- Polizeistation Schlüchtern (Außenstelle des Polizeipräsidiums Südosthessen in Offenbach am Main)
- Kreiskrankenhaus Schlüchtern[52]
- Kreishandwerkerschaft Gelnhausen-Schlüchtern – Verwaltungsstelle Schlüchtern
- Rathaus (Magistrat der Stadt Schlüchtern)

### Ehemalige Behörden
- Amtsgericht Schlüchtern bis 2011
- Finanzamt Schlüchtern (jetzt Finanzamt in Gelnhausen)
- Staatliches Schulamt (jetzt in Hanau)
- Amt für Bodenmanagement Büdingen – Außenstelle Schlüchtern (Katasteramt)
- Landratsamt (Kreisausschuss Schlüchtern und später Außenstelle des Main-Kinzig-Kreises) bis 1974 bzw. 2005
- Gesundheitsamt (jetzt in Gelnhausen) bis 2005
- Jugendamt (jetzt in Gelnhausen) bis 2005

### Gewerbebetriebe (Auswahl)
- Bien-Zenker (Fertighausbau)[53]
- Eckart (Hydraulik und Pneumatik)[54]
- Engelbert Strauss (Bekleidung)[55]
- Immergut (Molkerei)[56]
- Jökel Bau (Hoch- und Tiefbau)[57]

### Medien
- Kinzigtal-Nachrichten (Tageszeitung)
- Kinzigtal am Sonntag (kostenlose Sonntagszeitung)
- Bergwinkel Wochen-Bote (Wochenzeitung)[58]
- Schlüchterner Bote (Wochenzeitung)
- Stadtzeitung Schlüchtern (Monatsschrift)[59]
- Unsere Heimat (Mitteilungen des Heimat- und Geschichtsvereins Bergwinkel e. V. Schlüchtern)
- Bergwinkel-Bote (Heimatkalender; Hrsg.: Kreisausschuss des Main-Kinzig-Kreises)
- Der neue Markt (Anzeigenblatt)
- Schlüchtern-Aktuell (Onlinemedium)
- Osthessen-News.de (Onlinemedium)
- Stattzeitung Schlüchtern (Monatsschrift)
- KINZIG.NEWS (Onlinemedium)

### Energie
Auf dem Gebiet der Stadt Schlüchtern wurden zwischen 1997 und 2019 in mehreren Windparks insgesamt 42 Windkraftanlagen unterschiedlicher Dimensionen errichtet. Es gehört damit heute zu den am dichtesten genutzten Windenergie-Bereichen in Hessen.
Zwei weitere Windkraftanlagen sind geplant. Anders als der bei den bisherigen Projekten eher verhaltene Protest regt sich hier jedoch erheblicher Widerstand. Der im März 2016 neugewählte Bürgermeister Matthias Möller (parteilos) hat erklärt, dass er gegen eine weitere Bebauung der Schlüchterner Gemarkung mit Windkraftanlagen ist. „Wir haben unseren Teil an der Energiewende mehr als geleistet.“

### Bildung
Die Stadt Schlüchtern verfügt über drei allgemeinbildende Schulen und fünf berufsbildende Schulen.
Zu den allgemeinbildenden Schulen zählen die Bergwinkel-Grundschule, die Stadtschule Schlüchtern (Haupt- und Realschule) und das Ulrich-von-Hutten-Gymnasium. Auf dem Gebiet der Stadt Schlüchtern gibt es zudem noch Grundschulen in Wallroth (Landrückenschule) und Elm (Elmerland-Grundschule) sowie Zwergschulen in Herolz und Vollmerz.
Zu den berufsbildenden Schulen zählen die Kinzig-Schule (Berufliches Schulzentrum Schlüchtern), die Lehrbaustelle des Verbandes baugewerblicher Unternehmer Hessens e. V. Im Förderschulsektor gibt es die Bergwinkelschule – Beratungs- und Förderzentrum (BFZ) sowie die Heinrich-Hermann-Schule mit dem Förderschwerpunkt geistige Entwicklung. Außerdem sind die Volkshochschule Regionalstelle Schlüchtern und die Kirchenmusikakademie (KMA) zu nennen.

### Verkehr

#### Straßen
Schlüchtern liegt an der Bundesautobahn 66 zwischen Frankfurt am Main und Fulda mit den Anschlussstellen Schlüchtern-Süd (48) und Schlüchtern-Nord (49).
Die ehemalige Bundesstraße 40 führte durch Schlüchtern, sie ging dann aber ab Dezember 1994 in der neuen BAB 66 auf, die westlich an Schlüchtern vorbei führt.
Auch die Via Regia, die älteste und mit 4.500 km auch längste Landverbindung zwischen Ost- und Westeuropa, lief durch Schlüchtern und verband das Rheinland mit Schlesien.

#### Eisenbahn
Schlüchtern wird von der Kinzigtalbahn von Frankfurt nach Fulda und der Bahnstrecke Flieden–Gemünden berührt. Der Bahnhof Schlüchtern liegt an der Kinzigtalbahn und ist über eine Verbindungskurve auch an die Bahnstrecke Flieden–Gemünden angeschlossen. Im Bahnhof Schlüchtern halten alle Regionalbahnen und Regionalexpress-Züge sowie vereinzelte Intercity. An der Bahnstrecke Flieden–Gemünden liegt auf Schlüchterner Gemarkung der Betriebsbahnhof in Elm. Dieser war bis 1914 von hoher Bedeutung im Fernverkehr. Er bildete den Kopf einer Spitzkehre, mit der die Züge zwischen (Berlin-) Fulda und Frankfurt den Höhenzug des Distelrasens überwanden. Da dieser Betrieb bei zunehmendem Verkehr sehr hinderlich war, wurde ab 1909 unter dem Distelrasen der Schlüchterner Tunnel angelegt und am 1. Mai 1914 eingeweiht. Mit seiner Eröffnung verlor der Bahnhof Elm schlagartig an Bedeutung. Der Personenverkehr wurde dort 1963 eingestellt. Um den steigenden Verkehr bewältigen zu können, wurde 2007 mit dem Bau einer parallel laufenden zweiten Tunnelröhre begonnen, die 2011 vorläufig und – nach Sanierung der alten Tunnelröhre – 2014 endgültig in Betrieb genommen werden konnte. Durch die beiden Tunnelröhren wird der Zugverkehr jetzt jeweils eingleisig geleitet.
Ein weiterer ehemaliger Bahnhof in der Gemarkung Schlüchtern liegt in Vollmerz, ebenfalls an der Bahnstrecke Flieden–Gemünden.
Neubaustrecke Gelnhausen–Kalbach
Durch Schlüchtern führt die von der DB InfraGO (vormals DB Netz AG) bevorzugte Trasse für die Neubaustrecke Gelnhausen-Kalbach, (Trassenvariante IV).
Geplant ist u. a. ein 10 km langer Eisenbahntunnel, der den Landrücken nicht auf dem kürzeren Weg von Nord nach Süd (Trassenvariante Variante V) quert, sondern aus Richtung Norden von Fulda über Kalbach kommend, längs von Ost nach West – über die Gemarkung Rückers mit dem Hermannswinkel, der Steinkammer (Naherholungs- und Quellgebiet), dem Breitefeld und dem Kalkofen – nach Schlüchtern führt.
Im großräumigen Gebiet befinden sich die Rhein-Weser-Wasserscheide und die wichtigsten Quellen der Gemeinden Kalbach und Flieden. Dies sind die Quellen im Tiefwieschen unterhalb des Fliegenhäubchens (Wasserversorgung der Gemeinde Kalbach), die teilweise in der Gemarkung Schlüchtern-Hutten liegen, die Quellen im Hermannswinkel und unterhalb der Steinkammer, die Struth- und die Aschquelle (Wasserversorgung der ehem. Gemeinde Rückers) und die Quellen im Kalkofen (Wasserversorgung der Gemeinde Flieden). Befürchtet wird durch die Drainagewirkung des Tunnels (Ableitung des Bergwassers) eine Entwässerung des Berges und das Auftreten von Erdfällen.
Zurzeit läuft das Raumordnungsverfahren. Parallel zum Raumordnungsverfahren laufen bereits die Erkundungsbohrungen für den Ausbau der Strecke.
Die von der Variante IV stark betroffenen Kommunen Bad Soden-Salmünster, Schlüchtern, Steinau und Kalbach lehnen diese Variante ab. Gegen die Erkundungsbohrungen und die Errichtung und den Betrieb von Grundwassermessstellen auf ihrem Gemeindegebiet hat die Stadt Schlüchtern vor dem Bundesverwaltungsgericht Klage eingelegt.

#### Buslinien
Die Buslinien in Schlüchtern (ab 15. Dezember 2019) sind:
- MKK-90: Schlüchtern – Hohenzell/Niederzell – Steinau – Bad Soden/Salmünster
- MKK-91: Schlüchtern – Herolz – Vollmerz – Weiperz/Sannerz – Sterbfritz
- MKK-92: Schlüchtern – Elm – Vollmerz – Gundhelm – Hutten – Elm – Schlüchtern
- MKK-93: Schlüchtern – Elm – Hutten – Gundhelm – Vollmerz – Elm – Schlüchtern
- MKK-95: Schlüchtern – Freiensteinau – Bad Soden/Salmünster
- MKK-98: Schlüchtern – Klosterhöfe – Wallroth – Hintersteinau – Reinhards – Freiensteinau

## Kultur und Sehenswürdigkeiten

### Bauwerke
- Rathaus[71]
- Lauter'sches Schlösschen

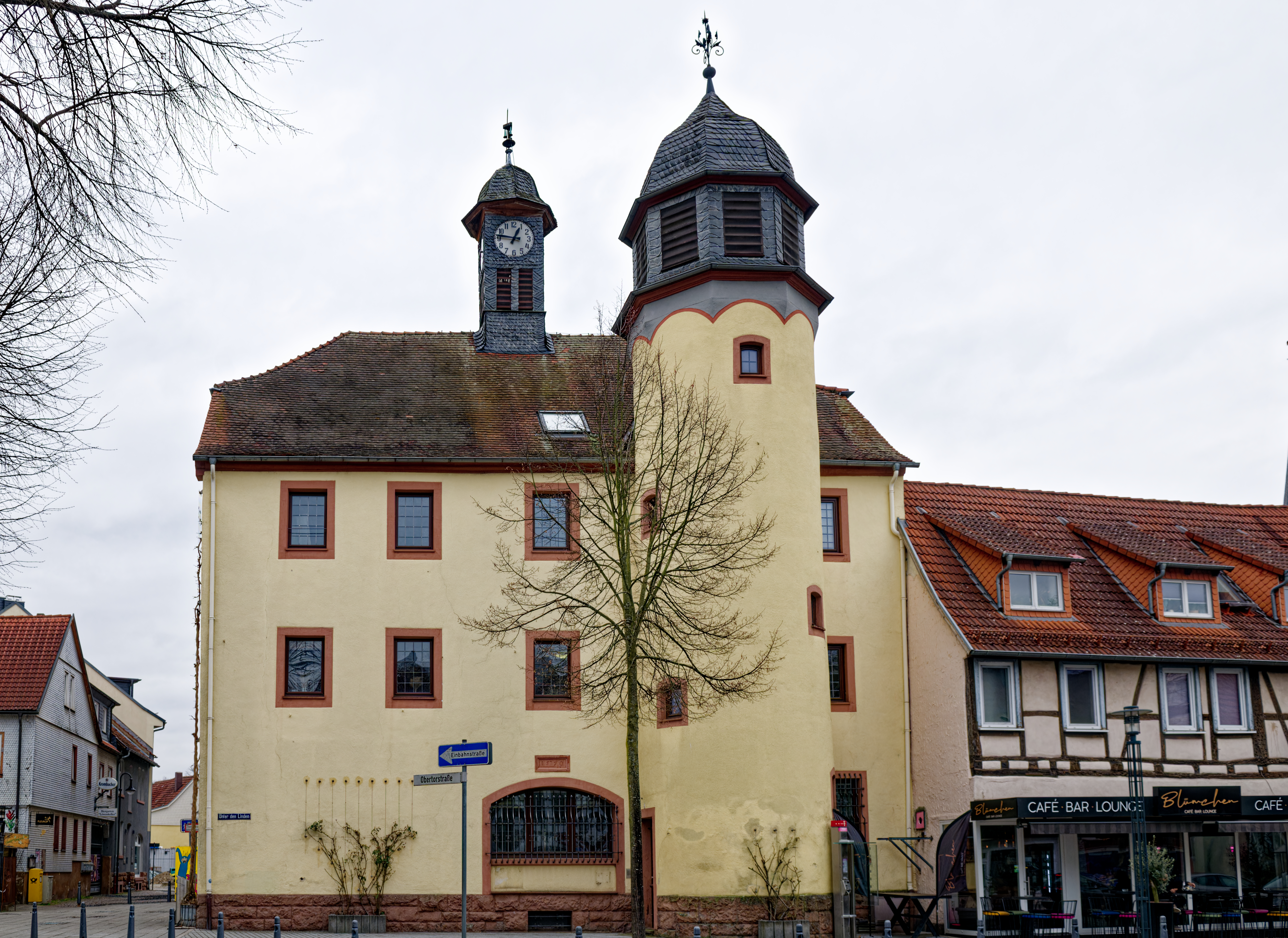
Rathaus von Schlüchtern

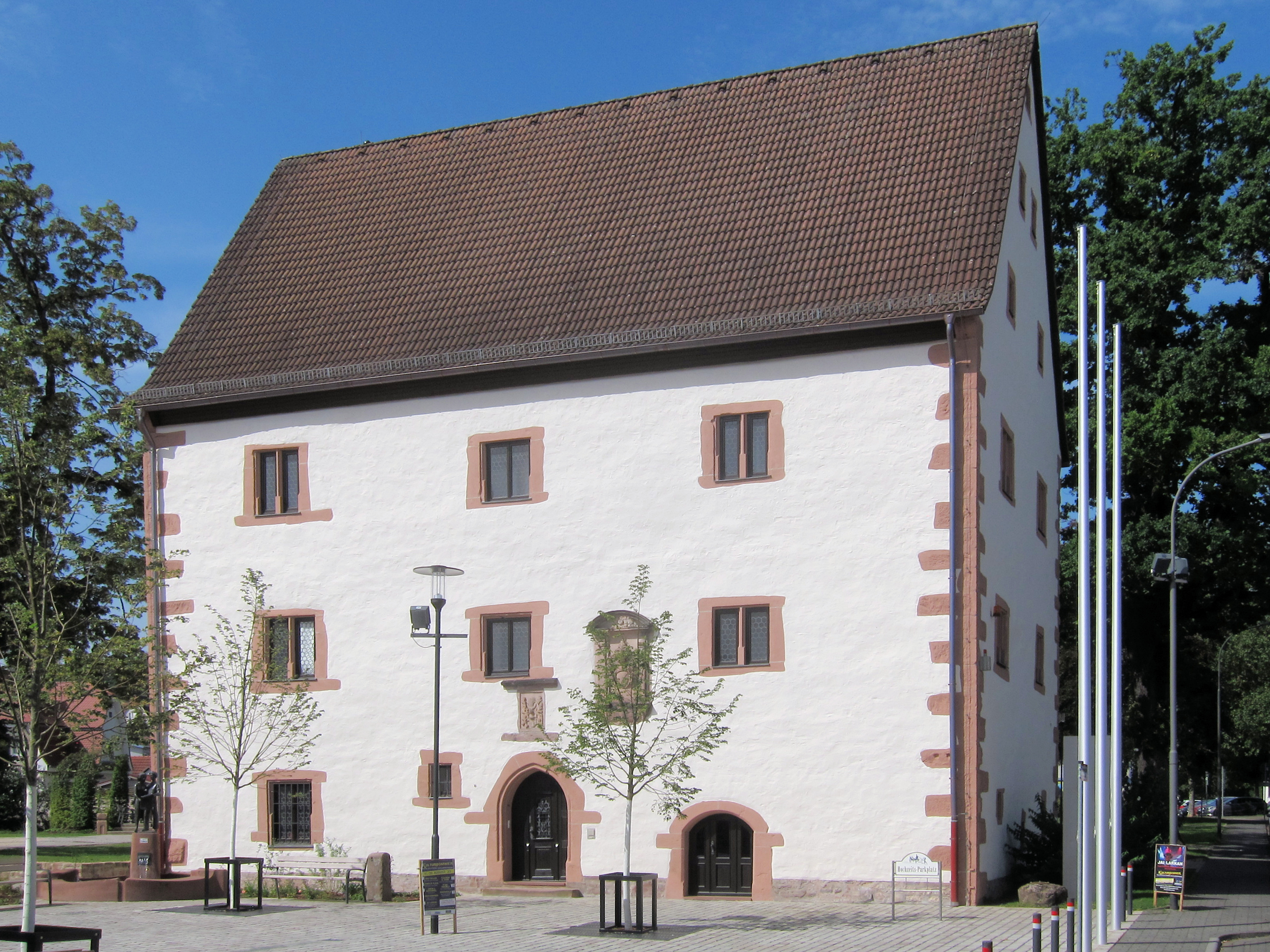
Lauter'sches Schlösschen mit Bergwinkelmuseum

- Burg Brandenstein im Ortsteil Elm mit Holzgeräte- und Sieboldmuseum
- Kloster Schlüchtern – heute Gebäude des Ulrich-von-Hutten-Gymnasiums und der Kirchenmusikakademie (KMA) –,[72] mit ehemals bedeutendem und 1992/93 teilweise wieder hergestellten Klostergarten[73]
- Stadtkirche St. Michael
- „Alte Synagoge“, im neoromanischen Stil erbaut. Sie diente längere Zeit als Kulturhaus mit Kino, Kabarett, Theater, Autorenlesungen und Jazzkonzerten. Im Jahr 2019 hat die Stadt Schlüchtern das Gebäude erworben und plant die Nutzung als Stadtarchiv.
- Kriegsgräberstätte
- Ruine Burg Steckelberg – die Geburtsstätte von Ulrich von Hutten
- Schloss Ramholz mit Schlossgarten

### Museen
- Bergwinkelmuseum – das Stadtmuseum von Schlüchtern

### Regelmäßige Veranstaltungen
- Der „Kalte Markt“, der seit dem 12. Jahrhundert existiert, findet in der Regel jährlich am ersten Novemberwochenende statt. Wenn jedoch Allerheiligen auf den ersten Freitag im November fällt, so wie beispielsweise 2013, findet der Markt am zweiten Novemberwochenende statt[74]
- Der „Helle Markt“ findet seit 1996 jährlich am letzten April- bzw. ersten Maiwochenende statt
- Das „Weitzelfest“ wird am ersten Augustwochenende veranstaltet
- Der Weihnachtsmarkt wird jährlich am zweiten Adventwochenende gefeiert
- Jeden Dienstag wird ein Wochenmarkt auf dem Stadtplatz veranstaltet
- Ramholzer Musiktage (seit 2005 eingestellt)
- Kinzigtal total

### Sonstiges
- Schlüchtern liegt an der Deutschen Märchenstraße, die von Hanau nach Bremen führt

## Freizeit

### Wandern

#### Tagestouren
Eine Fülle kürzerer Wanderwege beziehen die Sehenswürdigkeiten der Region ein oder widmen sich als Themenwanderwege anderen Besonderheiten im Bergwinkel.
- Der Drei-Burgen-Weg beginnt am Napoleonstürmchen in Schlüchtern und führt über 27 km an Burg Brandenstein vorbei zur Burgruine Steckelberg und über die Burg Schwarzenfels nach Bad Brückenau.[83][84]

- Von Schlüchtern aus führt der 28 km lange Ulrich-von-Hutten-Pfad zur Burg Steckelberg, der Geburtsstätte des Humanisten Ulrich von Hutten. Danach führt er an der Altenburg, der Vorgängerburg der heutigen Ruine Steckelberg, vorbei nach Oberzell und Bad Brückenau.

- In mehreren Etappen führt der insgesamt 47 km lange BUND-Schlüchtern-Rundweg des BUND um Schlüchtern und zeigt dabei Natur und Sehenswürdigkeiten des Bergwinkels.[85]

#### Mehrtägige Fernwanderungen
Eselsweg 

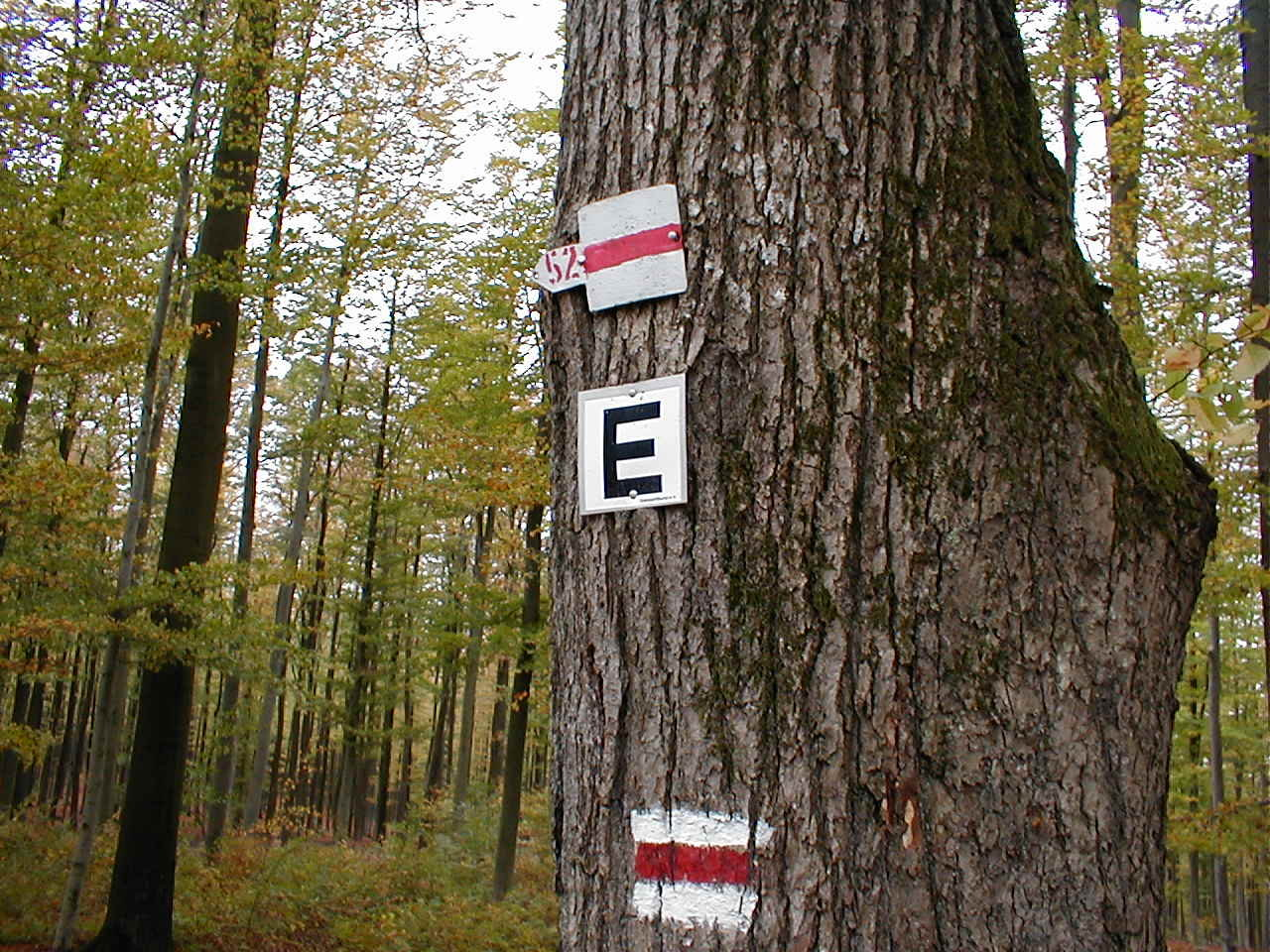
Kennzeichnung des Eselswegs

Der Eselsweg ist ein Fernwanderweg mit 111 km Länge und etwa 1.700 Höhenmetern. Die Gesamtwanderdauer wird auf 35 Stunden geschätzt und die Schwierigkeit als mittel eingestuft. Der Weg führt von Schlüchtern im Nordosten, quer durch den Spessart bis nach Großheubach am Main im Südwesten. Er liegt fast ausschließlich im dichten Laubwald, bleibt auf den Höhenrücken des Spessarts, also stets in einer Höhe von 400 bis 500 Metern und berührt daher kaum Ortschaften.
Spessartbogen

Kennzeichnung des Spessartbogens

Der 91 km lange Spessartbogen führt mit über 2.200 Höhenmetern von Schlüchtern nach Langenselbold (oder auch andersherum) und verläuft sehr abwechslungsreich durch hügelige Buchen- und Eichenwälder, Wiesentäler und Offenlandflächen. Er wurde 2012 als Prädikatswanderweg eröffnet.
Klosterweg
Drei Klöster entlang der 86 km langen Wegstrecke prägen den Namen dieses Wanderweges. Er beginnt am Benediktinerkloster in Schlüchtern, dem heutigen Ulrich-von-Hutten Gymnasium, führt zum Franziskanerkloster auf dem Volkersberg und endet an der ehemaligen Zisterzienserinnen-Abtei in Wechterswinkel.
Jakobsweg 16

Jakobsmuschel als Wegweiser am Jakobsweg

Von Fulda kommend, über Neuhof und Flieden ist Schlüchtern eine Station am Jakobsweg 16 der über Frankfurt und Mainz nach Trier bzw. Worms führt. Er orientiert sich am Verlauf der alten Handelsstraße, der Via Regia, wo schon im Mittelalter Pilger gegangen sind, um zu den berühmten Wallfahrtsorten Vézelay in Frankreich bzw. Le Puy, dem Ausgangspunkt des französischen Weges nach Santiago de Compostela in Spanien zu gelangen. Der Weg ist durchgängig mit dem europäischen Muschelzeichen (Bild) markiert. Nach Steinau führt er weiter über Bad Soden-Salmünster zur nächsten Station in Wächtersbach.

#### Radwanderwege
Durch Schlüchtern führt der 258 km lange Hessische Radfernweg R3, der in Rüdesheim am Rhein beginnt und über Fulda nach Tann in der Rhön führt. Schlüchtern wird von zahlreichen weiteren Radwanderwegen berührt. und bietet auch für Mountainbike-Fahrer anspruchsvolle Touren.

## Persönlichkeiten

### Söhne und Töchter der Stadt
- Ulrich von Hutten (1488–1523), geboren auf Burg Steckelberg, Ritter, Humanist und Rebell
- Petrus Lotichius (1501–1567), geboren in Niederzell, Abt und Reformator des Klosters Schlüchtern
- Petrus Lotichius Secundus (1528–1560), geboren in Niederzell, bedeutender neulateinischer Dichter
- Christian Lotichius (1530–1568), geboren in Niederzell, Stellvertretender Abt des Klosters Schlüchtern
- Johann Joachim Weitzel (1761–1840), Wohltäter der Stadt (Weitzel-Stiftung, Weitzelfest)
- Bernhard Eberhard (1795–1860), Oberbürgermeister von Hanau, kurhessischer Minister, Ehrenbürger der Stadt Kassel
- Johann Ullrich Gerlach (1814–1893), geboren in Elm, Abgeordneter des Kurhessischen Kommunallandtages
- Henry Nicholas Bolander (1831–1897), Botaniker
- Heinrich Bang (1838–1896), Bürgermeister von Wesel und Mülheim an der Ruhr
- Friedrich Rabe (1840–1906), Landrat der Kreise Kirchhain und Limburg
- Adam Heilmann (1860–1930), in Hohenzell geborener reformierter Theologe
- Carl Rehorst (1866–1919), Architekt und Bauingenieur
- Wilhelm Schwarzhaupt (1871–1961), Pädagoge und Politiker (DVP, LDP), Mitglied des Preußischen Landtags
- Friedrich Blume (1893–1975), Musikwissenschaftler
- Ernst Hadermann (1896–1968), Soldat, Gymnasiallehrer, Humanist, Widerständler und Germanist
- Lilly Kahn (1900–1943), Ehefrau von Meier Kahn
- Heinrich Wiegand (1906–1998), geboren in Elm, Ingenieur
- Reinhard Redhardt (1921–2013), Rechtsmediziner, Neurologe und Psychiater
- Jörg Zink (1922–2016), geboren in Elm, Theologe, Pfarrer, Publizist und einer der bekanntesten Sprecher der Friedens- und Ökologiebewegung
- Theodore Levitt (1925–2006), geboren in Vollmerz, deutsch-amerikanischer Wirtschaftswissenschaftler, Professor an der Harvard Business School
- Gustav Hildebrand (1925–2017), freischaffender Fotograf, Journalist und Autor
- Hans Dorn (1928–2018), geboren in Elm, Landschaftsarchitekt und Aktivist der Landschaftsarchitektenverbände
- Gerhard Dilcher (1932–2024), Rechtshistoriker
- Gerhard Kiesow (1934–2014), Apotheker und Historiker
- Karl Dieter Schuck (* 1944), Erziehungswissenschaftler
- Doris Möller-Scheu (* 1953), Juristin, Oberstaatsanwältin
- Reinhold Heil (* 1954), Komponist, Tonmeister, Musikproduzent, Pianist, Keyboarder und Sänger, Mitglied der Nina Hagen Band und von Spliff
- Klaus Leipold (* 1955), Rechtswissenschaftler und Strafverteidiger
- Jochem Hendricks (* 1959), Konzeptkünstler
- Martin Kares (* 1959), Musikwissenschaftler und Instrumentenkundler
- Sabine Waschke (* 1959), Politikerin (SPD), Abgeordnete des Hessischen Landtages
- Katharina Krause (* 1960), Kunsthistorikerin, Präsidentin der Philipps-Universität Marburg
- Hassan Sohbi (* 1962), Wirtschaftsanwalt
- Ralph Charbonnier (* 1962), evangelischer Theologe, Theologischer Vizepräsident im Landeskirchenamt Hannover
- Isabel Mundry (* 1963), Komponistin
- Ulrike Groos (* 1963), Kunsthistorikerin und Museumsdirektorin
- Rainer Bomba (* 1964), bis März 2018 Staatssekretär im Bundesministerium für Verkehr, Bau und Stadtentwicklung
- Stephan Lauber (* 1970), katholischer Theologe
- Marcus Callies (* 1974), Anglist
- Anna Cavazzini (* 1982), Politikerin, Bündnis 90/Grüne, Mitglied des neunten Europäischen Parlaments
- Jonas Engel (* 1990), Jazzmusiker
- Bastian Weinig (* 1992), Jazzmusiker

### Persönlichkeiten, die in der Stadt gewirkt haben oder mit der Stadt verbunden sind
- Johann Peter Lotichius (1598–1669), Kaiserlicher Leibarzt, Rat und Geschichtsschreiber, Poet, Verfasser wissenschaftlicher Bücher
- Wilhelm Henß (1774–1833), Landrat
- Karl Heinrich Georg Davin (1823–1884), Seminarlehrer am Königlichen Lehrerseminar Schlüchtern und Komponist
- Hugo Rudolf von Stumm (1845–1910), Industrieller, Erbauer von Schloss Ramholz
- Gottfried Baist (1853–1920), Professor für romanische Sprach- und Literaturwissenschaft
- Karl Leipold (1864–1943), Landschafts- und Marinemaler
- Richard von Kühlmann (1873–1948), Staatssekretär im Auswärtigen Amt und Ehemann von Margarete von Stumm, der Tochter von Hugo und Ludovica von Stumm
- Georg Riehm (1888–1946), SPD-Vorstandsmitglied und Leiter der Konsum-Genossenschaft
- Alfons Maria Lins (1888–1967), römisch-katholischer Theologe und Priester; Kurat in Schlüchtern
- Elisabeth Schwarzhaupt (1901–1986), Bundesministerin
- Walter Blankenburg (1903–1986), von 1947 bis 1968 Direktor der Kirchenmusikschule der Evangelischen Kirche von Kurhessen-Waldeck in Schlüchtern, gestorben in Schlüchtern
- Otto Vitense (1912–1962), Bürgermeister von Schlüchtern
- Reinhold Anderlitschek (1915–2004), Bürgermeister von Schlüchtern und Sportfunktionär
- Knut von Kühlmann-Stumm (1916–1977), Bundestagsabgeordneter und Vorsitzender der FDP-Bundestagsfraktion und Sohn von Richard von Kühlmann und Margarete von Stumm; Wohnsitz unter anderem auf Schloss Ramholz
- Georg-Wilhelm Hanna (* 1939), Historiker, Denkmalpfleger und Heimatforscher, 2019 mit dem Stadtsiegel der Stadt Schlüchtern ausgezeichnet
- Ulrike Edschmid (* 1940), Schriftstellerin, die das Ulrich-von-Hutten-Gymnasium in Schlüchtern besuchte
- Dietrich Mattausch (* 1940), Schauspieler
- Renate Gärtner (* 1952), Olympiateilnehmerin und mehrfache deutsche Meisterin im Hochsprung der Damen
- Carsten Sostmeier (* 1960), Sportkommentator
- Enver Şimşek (1961–2000), Blumenhändler und erstes Opfer des Nationalsozialistischen Untergrunds (NSU)
- Markus Koch (* 1971), Börsenreporter
- Michael Schneider (* 1977), evangelischer Theologe und Präses der Evangelischen Kirche von Kurhessen Waldeck

### Ehrenbürger
- Georg Flemmig (1874–1950)
- Wilhelm Praesent (1896–1976)
- Adolf Grammann (1911–2017)